# Яремче
Яре́мче (до 2006 — Яремча) — місто в Україні, центр Яремчанської міської громади Надвірнянського району Івано-Франківської області. Розміщене на річці Прут, на автошляху Івано-Франківськ — Рахів — Ужгород. Залізниця зв'язує місто з обласним центром, Тернополем, Києвом, Чернівцями та Львовом.
Яремче — кліматичний курорт і центр «зеленого» туризму Прикарпаття та цілої Гуцульщини. За 35 км дорогою розташований гірськолижний курорт Буковель (село Поляниця).

## Географія

### Фізична географія
Яремче і регіон розташовані в міжгірній улоговині Українських Карпат, у межах гірського масиву Ґорґан (гори, які мають асиметричні схили й гострі гребені). Яремче розташоване у південно-західній частині Івано-Франківської області, неподалік від Покутсько-Буковинських Карпат та Чорногори. Висоти гір коливаються від 400 м до 1542 м. Яремче оточено горами зусібіч: з півдня і південного заходу хребет Явірник, з заходу — Щівка, Чорногориця, Синячка, зі сходу — Маковиця.
На території Яремчанського краю розташований Карпатський національний природний парк, створений 3 червня 1980 року відповідно до постанови Ради Міністрів УРСР № 376, який має загальнодержавне значення і входить до складу природно-заповідного фонду України. Площа парку становить 50 495 га. Рельєф території національного парку формувався протягом тривалого часу: близько 35 мільйонів років тому на цій території існував океан Тетіс. На дні океану нашаровувалися пісок, глина, вапняк, які після відступу води скам'яніли та під дією природних зовнішніх факторів утворили сучасні гори.

У Яремче струмки Боярський, Малявський та Явірницький впадають у річку Прут.

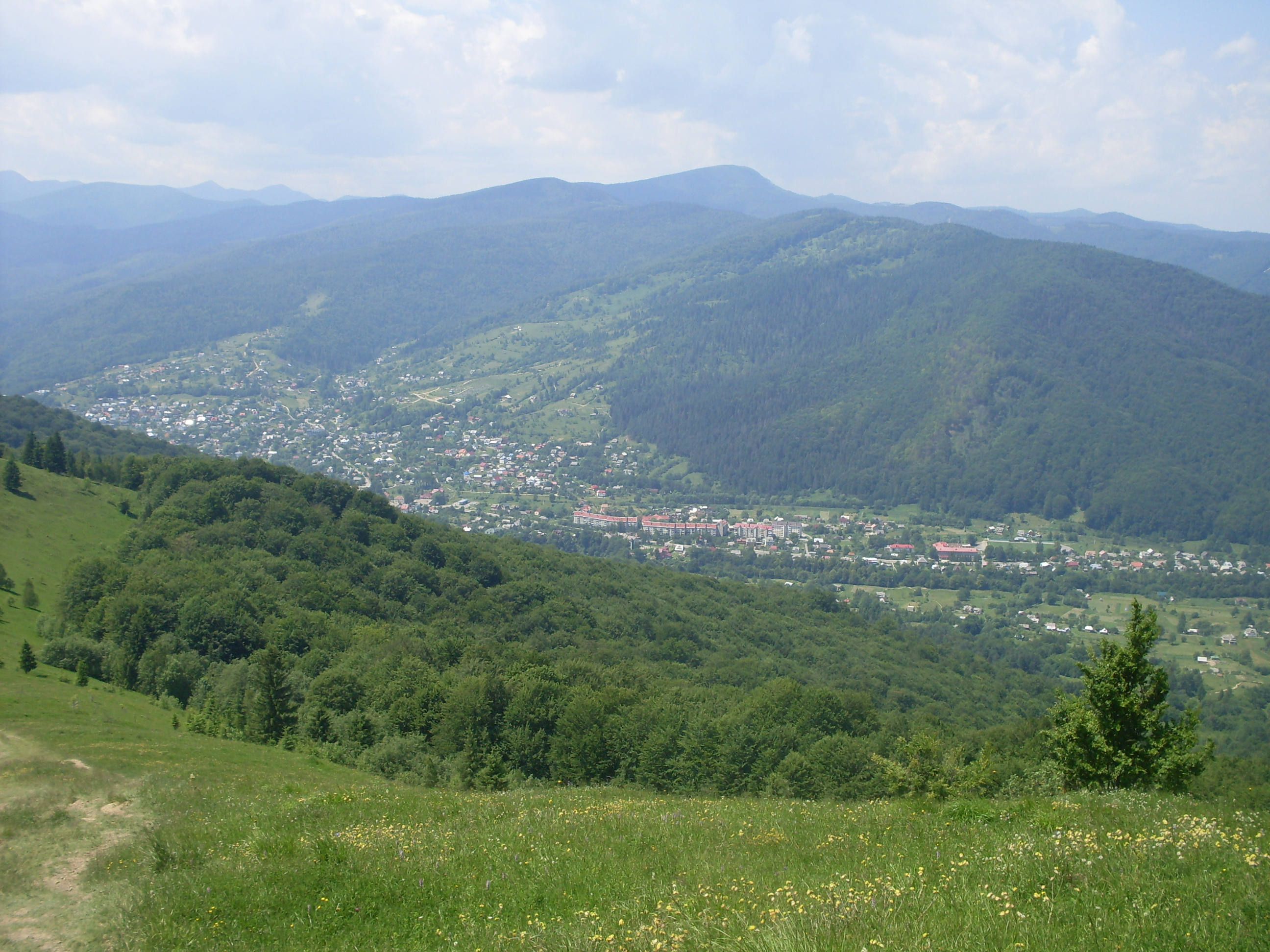
Панорама міста з гори Маковиця
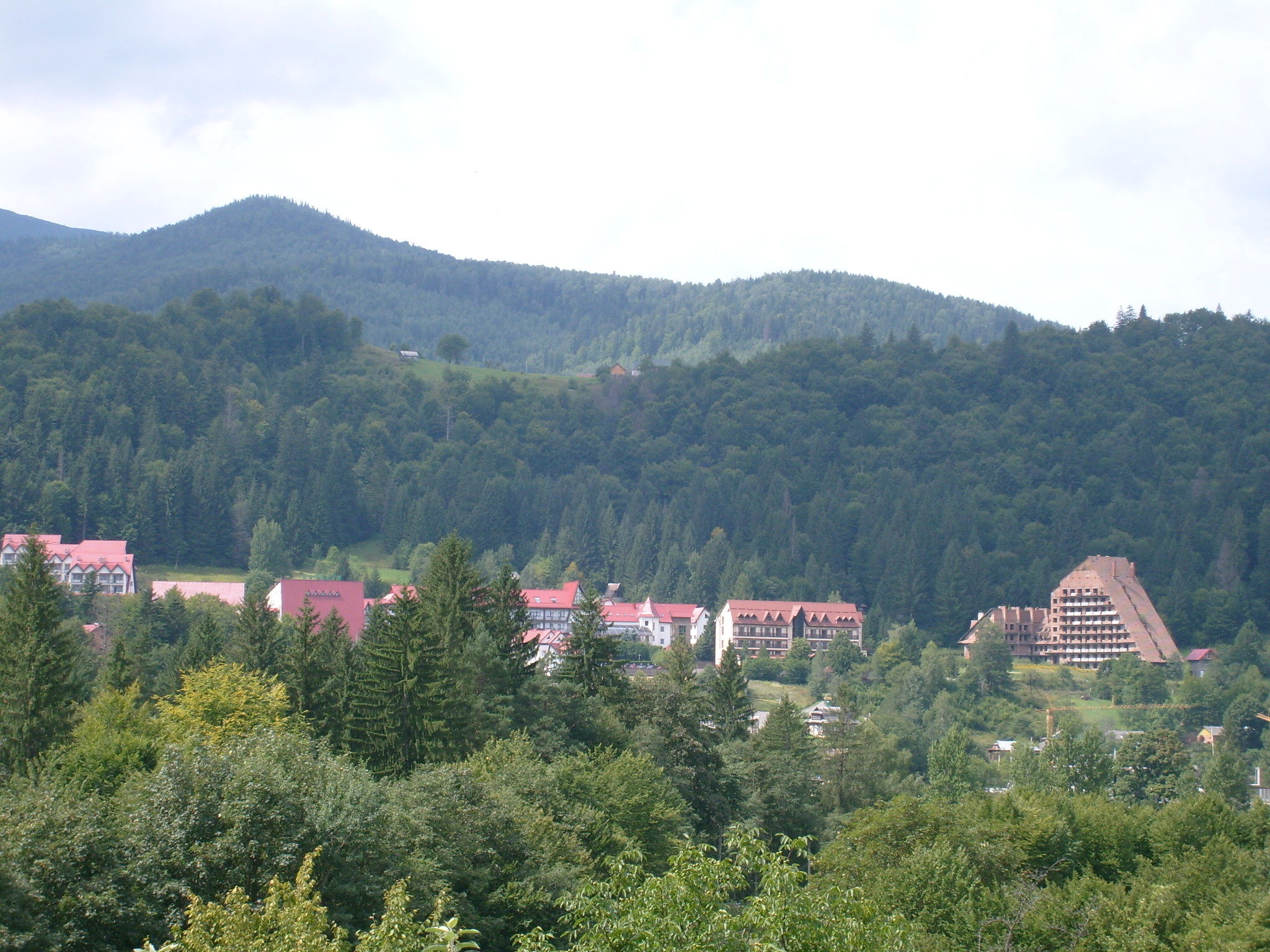
Панорама міста на тлі довколишніх гір
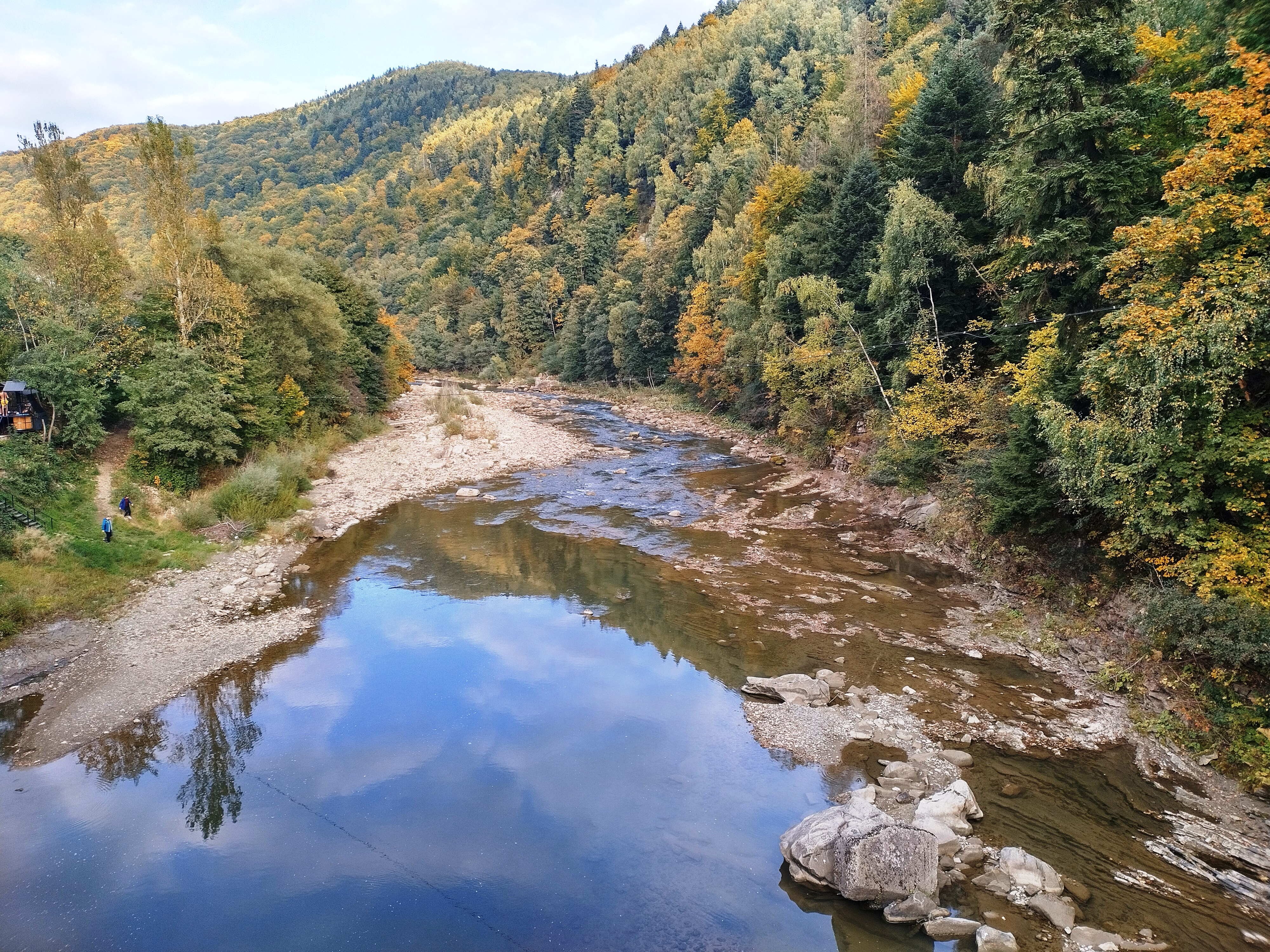
Річка Прут в районі сувенірного ринку
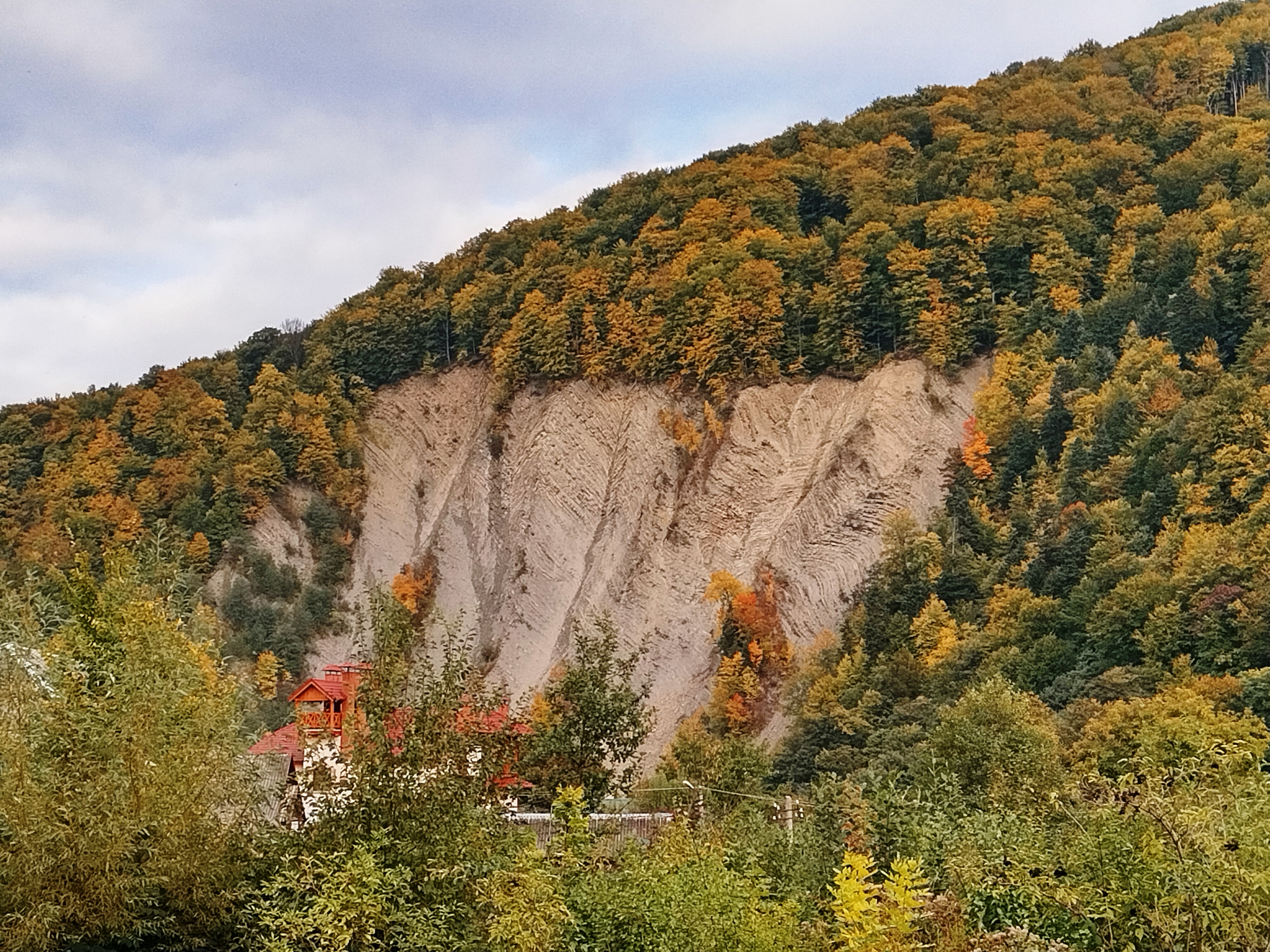
Скеля "Слон"
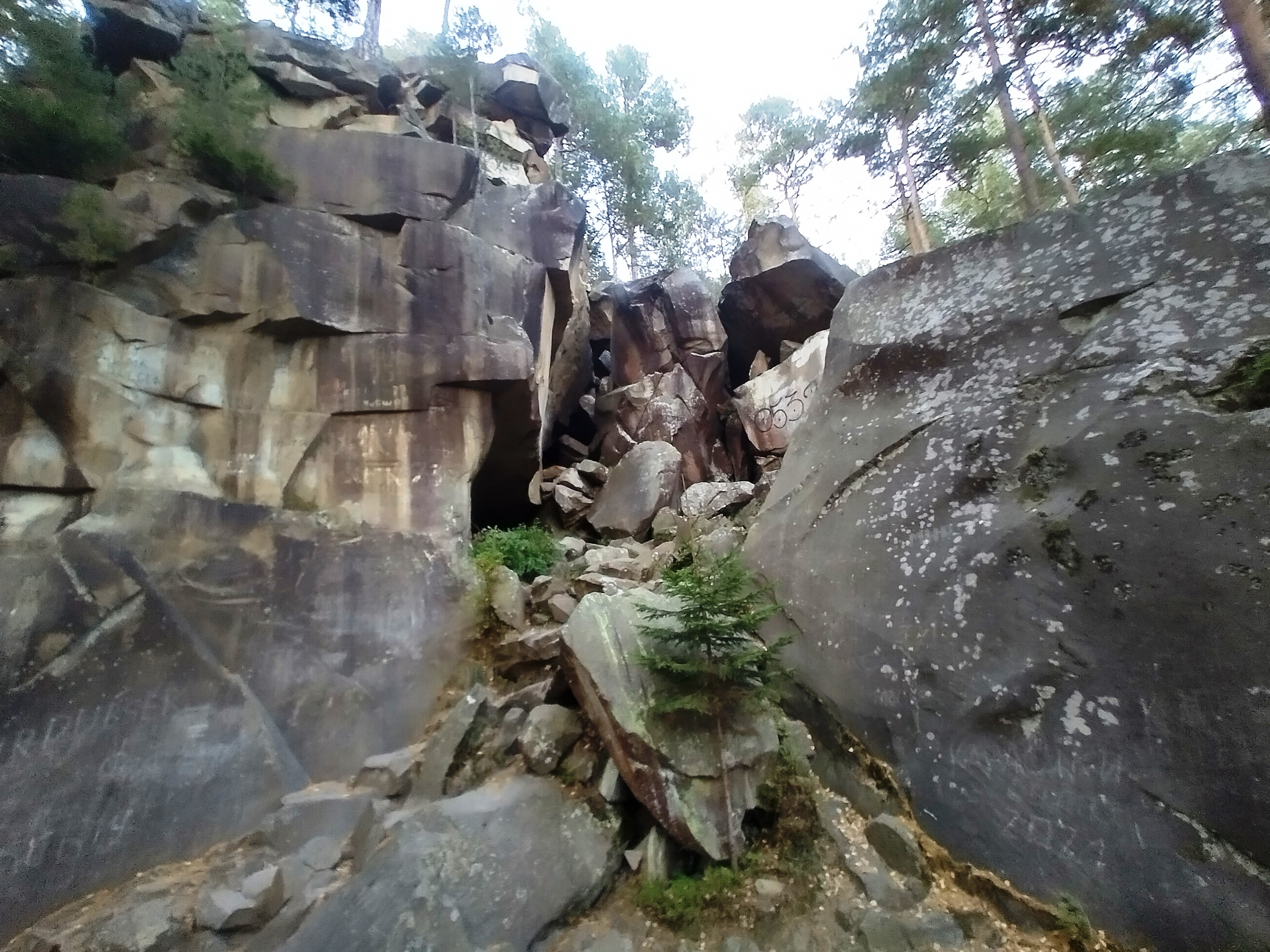
Скелі Довбуша

### Транспортне сполучення

#### Пасажирські потяги
- Щоденний пасажирський потяг «Гуцульщина» сполученням Київ-Рахів-Київ. Прямує через Коломию, Чернівці, Заліщики, Тернопіль. Вагони: люкс, купе, плацкарт.
- Інші транзитні потяги з Рахова та Ворохти до Івано-Франківська, Львова, Києва, Харкова, Миколаєва й Одеси.

Відправлення зі Львова і Києва ввечері. Прибуття до Львова та Києва обох потягів зранку.

#### Приміські потяги
- Ворохта — Коломия — Ворохта
- Яремче — Івано-Франківськ — Яремче
- Коломия — Рахів — Коломия
- Івано-Франківськ — Рахів — Івано-Франківськ

#### Автобуси
Курсують приміські автобуси на Буковель, Яблуницю, Микуличин, Ворохту, Верховину, Делятин тощо.

### Клімат
Клімат Карпат визначається географічним положенням гір та значною висотою над рівнем моря. На їхню територію має вплив континентальне й морське повітря помірних широт, а інколи сюди проникають арктичні повітряні маси. Клімат Карпат дуже вологий з порівняно низькими річними температурами повітря. Температура січня на Прикарпатті становить −4°, −3°С, а в горах −6° до −12°С. Зима м'яка і багатосніжна. Зрідка бувають дуже холодні зими.
Середні температури липня на Прикарпатті становлять +18°, +19°С, у горах +7° до +13°С. Опадів у передгір'ях — 900 мм, у верхів'ях гір — до 2000 мм (с. Руська-Мокра, Тячівський район, Закарпатської області).
Із підняттям на кожні 100 м у Карпатах літо запізнюється на 8—10 днів і на 5—6 днів закінчується раніше. У замкнутих котловинах часто застоюється важке холодне повітря і температура може бути нижча, ніж у навколишніх горах. Це явище називається інверсією температур.

### Ґрунти

Яремчанський водоспад «Пробій» узимку

Ґрунти у Карпатах різноманітні і відповідно до кліматичних умов розміщуються вертикальними поясами. На Прикарпатті сформувалися дерново-підзолисті ґрунти, вище 1200—1400 м — бурі гірсько-лісові ґрунти, на висоті 1500—1600 м — сіро-бурі, вище 1600 м (під субальпійськими луками) — гірсько-лучні.

### Флора
На території Карпатського національного природного парку налічується близько 1100 видів рослин (54 % усієї флори українських Карпат). Основним видом рослин Карпатського парку є хвойні ліси, зокрема смерекові, соснові, а також ялиці білої. Окрім хвойних дерев у національному парку поширені букові ліси, переважно у басейні річки Прут.
Трав'яна рослинність національного парку представлена різними деревами, чагарниками і чагарничками, серед останніх поширені чорниця, брусниця, журавлина, сланка верба, наскельниця. Чимало видів рослин, зокрема коренебульбистих і цибулинних — підсніжник звичайний, білоцвіт весняний, шафран Гейфелів, занесено до Червоної книги України. Статистика свідчить: із 132 видів вищих судинних рослин Карпат, які занесено до ІІ-го видання Червоної книги України, 80 ростуть на території Карпатського природного парку.

### Фауна
На території Карпатського природного парку проживає велика кількість різноманітних видів живих організмів — від найпростіших до ссавців. У парку налічується 48 видів ссавців, 110 птахів, 11 риб, 10 земноводних, 6 плазунів, до Червоної книги України внесено 32 представники фауни.
Найпоширенішими у національному парку є велика кількість птахів, гризунів, дещо менше живе хижаків і парнокопитних. Серед птахів звичайними є зяблик, вільшанка, вівчарик-ковалик та інші. Птахи бореального комплексу представлено наступними видами: снігур, горіхівка, глухар, білоспинний і трипалий дятли, золотомушка жовточуба та інші.
Із дрібних ссавців поширені: мідиця мала, звичайна та альпійська; рясоніжка мала, миші хатня і мишак жовтогрудий, полівка північна, вивірка карпатська (підвид вивірки звичайної), нориця снігова, щур гірський, вовчок сірий, соня лісова та ліскулька. З парнокопитних найчастіше трапляються олень благородний, сарна європейська, свиня дика. Рідше — куниці лісова і кам'яна, борсук, вовк, кіт лісовий, рись, видра річкова, горностай і ведмідь бурий.
У гірських потоках водиться форель струмкова.
Із земноводних часто трапляються тритони альпійський і карпатський, саламандра плямиста, жаби — гостроморда і трав'яна, із плазунів — веретільниця, вуж звичайний, мідянка, гадюка звичайна, ящірки прудка і живородна.

## Історія
Вважають, що першим поселився на цій місцевості бідняк Ярема і від його імені пішла назва поселення. Утворене в 1787, статус міста — з 1963. 14 грудня 2006 ВР України відновила назву міста — з Яремча на Яремче. До Яремче приєднано два стародавні села — Дора та Ямна, які розміщені відповідно нижче і вище за течією річки Пруту. У цих селах збереглися окремі залізничні станції.

### Стародавні часи
Археологічних знахідок у районі Яремча небагато. У праці відомого археолога Ярослава Пастернака (1892—1969) «Станиславівщина в сивій давнині» є дані про те, що в селі Дора, в гірському ярі над Прутом, 1874 року знайдено разом кільканадцять штук різного крем'яного знаряддя з надбужанського сирівцю. Був це так званий крем'яний скарб, що засвідчує наявність зв'язків праісторичної Станиславівщини із західною Волинню тодішнім товарообмінним шляхом, що йшов з околиць Володимира вздовж річок Бугу і Серету в Подністров'я й Покуття.
Як стверджує доцент Прикарпатського національного університету ім. В. Стефаника В. Клапчук, вік перших археологічних знахідок поблизу с. Дори сягає 40 тисяч років. А вже з часів мезоліту (11—7 тис. р. тому) є конкретні докази переходів первісної людини через цю територію: в Старуні Івано-Франківського району знайдено вироби з обсидіану, родовища якого відомі на Закарпатті; в околицях сусіднього Делятина виявлено так звану площанську культуру, що пов'язана з комплексом знахідок, розповсюджених у Паннонії.

### Княжі часи

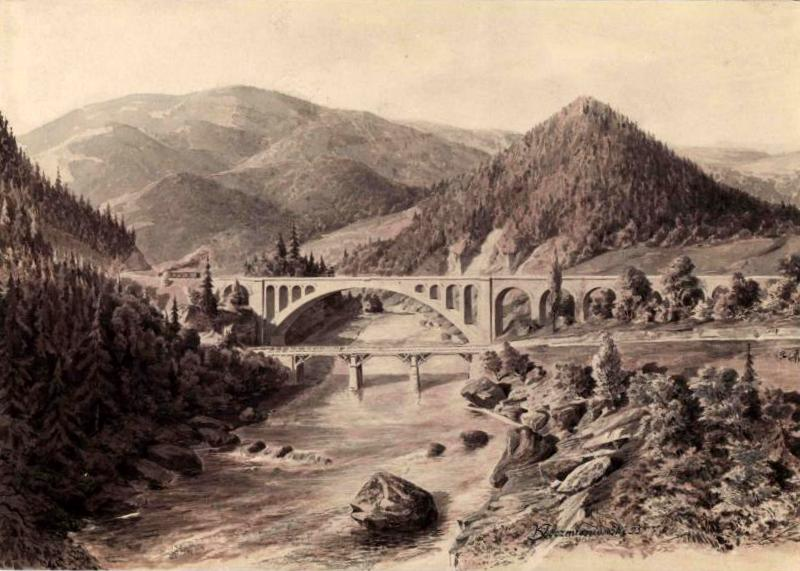
Залізничний міст з віадуком (не зберігся, кінець XIX ст.)

Активне заселення Гуцульщини відбулося у княжу добу. Це відбилося в топонімах Яремчанщини — гора Маливо, потік Боярський (Дора), село Микуличин.
Відомий львівський історик Петро Сіреджук у «Хронології найдавніших згадок міст і сіл Галицької Гуцульщини» наводить дату першої згадки за архівним документом с. Дора — 1618 рік, Ямна — 1618 рік і Яремче — 1787 рік. Цікавою була символіка с. Дора XIX—XX ст., до складу якої тривалий час входило Яремче: постать лева, що крокує вліво (по-геральдичному). Лев зображений з піднятою лівою лапою.
Помітний слід в історії українського народу залишило карпатське опришківство. Вже наприкінці XVII ст. в околицях Дори і Ямни з'являлися опришки. У загоні Нестора, якого 1618 р. шляхті вдалося спіймати біля Делятина, був один селянин з Ямної. Мешканці Дори і Ямної були учасниками загонів Пискливого та Пинті в 1703—1704 рр.; Григорія Дранки (дорянці Семен Кочержук, Семен Баюрак, Юрко Панчук, Петро Марчук) 1734 р.
Славетний ватажок опришків Олекса Довбуш часто бував в околицях Яремче. У селі Ямна проживала сестра Довбуша і звідси походив його побратим і племінник Павло Орфенюк, тут його підтримували однодумці Павло та Степан Дроніви. Уродженцем Дори був побратим і продовжувач справи Довбуша Василь Баюрак.
Після смерті Довбуша (1745) Павло Орфенюк створив свій загін, але наприкінці 1745 р. поляки його розгромили, а сам опришок загинув у бою біля с. Довгілля.
Дорянин Василь Баюрак, очоливши опришків, «стрясав» панів у всіх гірських селах. До його загону зокрема належали Стефан Бабчук та Олексій Іваничук з Ямни. У 1754 р. Василя Баюрака засуджено на жорстоку смерть. Польський поет Ф. Карпінський, очевидець цієї страти, згадував, що перед смертю ватажок Баюрак попросив гірську сопілку, на якій зіграв сумні гуцульські мелодії.
Часто селян залучали до будівництва дороги Делятин — Яблуниця. Ініціатором і реалізатором будови був станіславський староста Францішек Краттер. Свою посаду він обіймав з 1821 до 1833 рр., будова дороги тривала кільканадцять років, була завершена в 1847 році. Неподалік від Стежки Довбуша було кілька чепурних вілл, а за ними повисла над шосе велика скеля, що була на схилах Маковиці, названа «Каменем Краттера».
Гуцули займалися тваринництвом, особливо вівчарством, орної землі було обмаль, доводилось виконувати передусім грошові та натуральні повинності на громадських роботах. Селяни платили грошима подимне, рогівщину, різні контрибуції. Відсутність орної землі позбавляла феодалів можливості вести в горах фільваркові господарства, а тому панщина відігравала незначну роль. У 1786 році при описі ґрунтів Дори записано: «В тому селі фільварку ніколи не бувало».
Яремче вперше згадується 1787 року в так званій Йосифінській метриці — першому поземельному кадастрі Галичини — як присілок с. Дори. У присілку Яремче (1787) проживало 7 родин дорівчан: Петра Бойка, Івана Гнатіва, Федора Савчука, Миколи Стуса, Григора Стифурака, Григора Штифурака та Андруха Халашнюка.

### Остання чверть XVIIIст.— початок XXст.

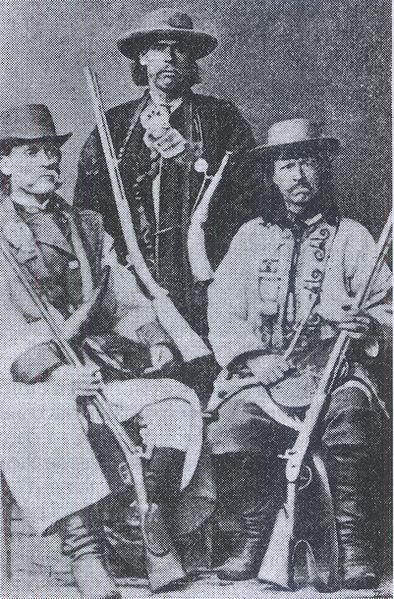
Гуцули. Світлина початку XX ст.

В окреме село Яремче виділилось 1895 року після будівництва залізниці Делятин — Вороненка. 1894 року тут був побудований один з найбільших в Європі арковий залізничний міст з прогином 65 м у просвіті, розрахований інженерами Станіславом Косинським і Зигмундом Кулькою за теорією пружних арок на основі досліджень товариства австрійських інженерів у Відні. Під час Першої світової війни міст був зруйнований, відновлений повністю та повторно відкритий 13 липня 1927 р. Фінансування здійснювала Чехословаччина, яка хотіла скерувати через Карпати свій транзит до Румунії та СРСР. На жаль, у 1944 році під час Другої світової війни міст був знову зруйнований.
Розквіт Яремчі як курортної місцевості розпочався 1894 року. До 1899 року тут було зведено п'ятдесят дерев'яних і мурованих вілл. Їхніми власниками були пани Барауцевич, Бик, Чекалюк, Е. Фішлер, М. Фішлер, доктор Гелертер, доктор Градер (дві вілли), Гальперн, Гірш, Кавецький, княгиня Юліана Пужиніна, Козловський (дві), Кеглер (дві), аптекар Крижановський, Лам (дві), радник Луцький, Медушинський, Карл Обст, радник Огірко, Перфецький, Рапацька, начальник збирачів податків Розенфельд, Шайнер, Скшинський, Скупневич, інженер Шпорек (сім), радник Штенцель, Таллер, доктор Волянський, Збосіл, Згігляр (дві), Зофалова (дві). У середньому будівництво однієї вілли коштувало 7 000 корон. Яремче все ще було присілком Дори. Бажання стати окремим населеним пунктом було велике.
25 серпня 1896 року створений туристичний клуб «Клуб Яремчанський», головою якого став радник Зонненвенд. Маркувалися стежки для прогулянок у гори, зроблено сходинки до водоспаду Пробій, визначено місця для риболовлі. «Клуб Яремчанський» робив усе, щоб привабити відпочивальників і нарешті відділити Яремче від Дори.
Під час літнього сезону відкрито поштову контору. У 1899 році видавець Леон Забалевич організував випуск газети «Яремче», яка виходила раз на тиждень і тільки в відпочинковий сезон. У 1902 році станіславський фотограф Артиховський у своїх двох віллах відкрив фотосалони. Він також продавав листівки з видами Яремчі.
Попри те, що Яремче все ще не було відділене від Дори, в 1900 році відбулися перші вибори «літнього» війта. Ним став депутат міської ради Станіславова, відставний радник крайового суду, українець Владислав Луцький. Місцеві газети в 1902 році писали, що Яремче розвивається завдяки Луцькому, котрий не шкодує сил для піднесення його розвитку. Завдяки йому збудовані павільйони для відпочинку, проведено серпантинну дорогу до печер Довбуша, відведено 250 моргів державного лісу. Останні п'ятнадцять років свого життя Луцький присвятив розвитку Яремче, де і був в 1911 році похований на міському кладовищі. Могила і хрест збереглися до наших днів.

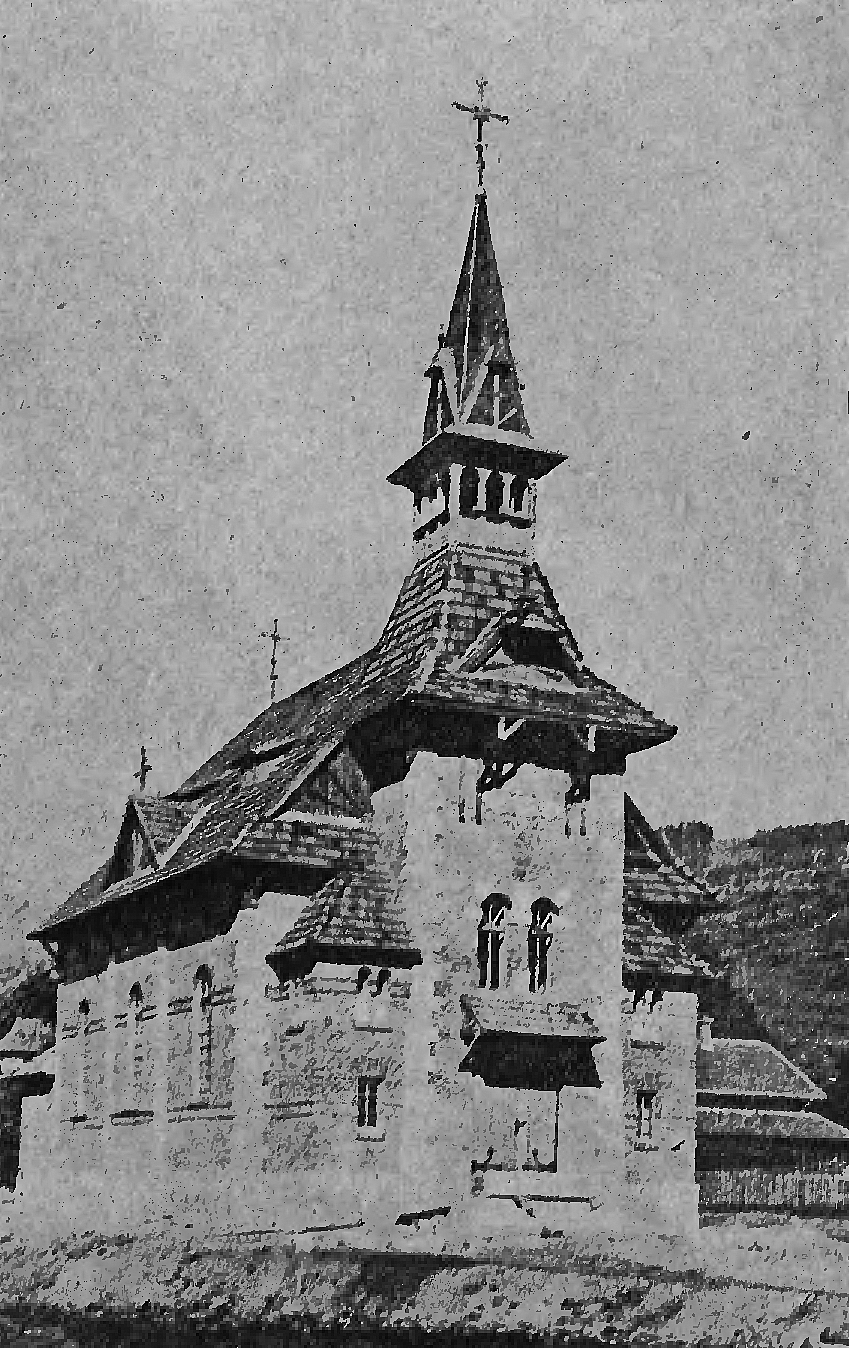
Римо-католицький костел (1910 рік)

У 1905–1906 в Яремчі відпочивало за сезон 1500 осіб, що приносило власникам вілл до 200 000 корон щорічно. Затрати на будівництво вілл окуповувалось за 3—5 років.
У 1907 випущено путівник по Яремче. Для відпочивальників влаштовували фестини, концерти, ігри тощо. Такі фестини відбулись, наприклад, 11 серпня 1907 року в районі ресторану Ланкоча біля водоспаду. Була багата лотерея (розіграно 500 призів), відбувся концерт військового оркестру зі Станіслава, небо заполонили повітряні кульки, ввечері була зроблена ілюмінація водоспаду, підготовлена різномаїта програма забав. Загалом доходи «Клубу Яремчанського» щорічно сягали значної суми — наприклад від фестин — 1048 корон, з квитків за відпочинок у спеціально відведених для прогулянок місцях — 513 корон, за продаж місць для риболовлі — 88 корон, з продажі листівок — 67 корон.
Часто влаштовувались в Яремчі і різноманітні концерти. Так, в 1906 році перед мешканцями Яремчі і відпочивальниками виступив з концертом львівський академічний хор. Тут виконували пісні оперний співак Недем, співачка з Риги Ерне Санадау і улюбленець львівської публіки гуморист Троянівський.
Цікаво, що вже в той час яремчанці дбали про чистоту довкілля. 16 квітня 1905 року мешканці Яремче, зокрема власники вілл та шанувальники населеного пункту, скерували на ім'я надвірнянського старости заяву — протест з вимогою не допустити відкриття кам'яного кар'єру на межі Дори і Яремча, бо його розробка буде погано впливати на здоров'я місцевих жителів і відлякуватиме туристів та мандрівників.
Стараннями В. Луцького 11 серпня 1902 присілок Яремче номінально відділено від села Дори (про це писала тодішня газета «Кур'єр Станіславський»). Фактично лише 17 жовтня 1909 року крайовий сейм у Львові остаточно надав Яремчу статусу окремого населеного пункту. Головою громади в результаті виборів 30—31 травня 1911 року став відставний скарбовий урядник Б. Макаревич. Емблемою на печатці села Яремче було зображення оленя, що біжить вправо (по-геральдичному).
У 1912 в Яремчі відпочивало 2403 особи. Того року багато часописів Галичини писали про перебування в Яремчі майбутнього престолонаслідника Карла Франца Йосипа Габсбурга, який згодом став австро-угорським цісарем Карлом І (1916—1918). Його автомобіль (тоді ще небачене для гуцулів диво) зупинився в Яремчі біля залізничного мосту. Дружина Карла Зита з роду Бурбон-Парма залишилась в автомобілі, він пішов оглядати міст. У цей момент підійшов місцевий житель і з цікавістю почав вивчати раніше небачений засіб пересування. Дізнавшись, що це мешканець Микуличина, архікнязь посадив цікавого гуцула в автомобіль і привіз у рідне село.
На початку Першої світової війни багато яремчанських юнаків зібрались на привокзальному майдані навпроти готелю Гануса, щоб записатись у Легіон Українських Січових Стрільців (УСС). Як згадував стрілець технічної сотні Олекса Колодій, цю функцію здійснював добродій Перфецький. Напутню промову перед добровольцями виголосив український письменник, педагог Богдан Лепкий (1872—1941).
Про своє перебування в Яремчі Богдан Лепкий написав оповідання «Папері є?». Тут з ним трапилась прикра подія. В готелі Гануса під час обстрілу містечка згоріли рукописи драми «Мотря» та третього тому «Історії української літератури». Перед наступом російських царських військ письменник з родиною та іншими біженцями покинув Яремче і через Угорщину дістався до Відня.

### Перша світова війна і міжвоєння
22 жовтня 1914 російські війська зайняли Яремче. На цій ділянці в австрійської армії було 300 осіб і 6 гармат. Під час запеклих боїв Яремче переходило кілька разів з рук у руки, зазнаючи значних втрат. В Дорі було знищено 40 % житлових та господарських споруд. У червні 1919 року Яремче як частину Гуцульщини окупували румунські війська генерала Задека. Командування румунських окупаційних військ визнало окремою адміністративною одиницею Делятинський повіт, куди входила Яремчанщина. У серпні 1919 року румунські війська покинули цю територію і її окупували поляки.
Поволі відбудовувалось зруйноване господарство. 22 березня 1928 року розпорядженням президента Республіки Польща Яремчу надано статусу курортної місцевості. 28 січня 1929 року воєвода Станіславський доктор Наконечніков-Клюковський підписав Статут курорту Яремче.
У міжвоєнний період туристів приваблював відпочинок у таких пансіонатах та віллах Яремча: «Рай», «Маритон», «Гуцулка», «Пристань», «Генеціана», «Морське око», «Вільгрот», «Львів'янка», «Стокрутка». Кімнати були від скромних до класу «люкс». Вартість пансіонату — від 4 до 8 злотих денно.
Великою популярністю користувався купелево-інгаляційний заклад доктора Йозефа Матушевського. В ньому було кількадесят кабін для мінеральних і ароматичних ванн, інгаляторій, тераси для сонячно-повітряних ванн, відділ гідропатичних процедур. Заклад працював круглорічно. Лікування коштувало 7 злотих з особи денно без обмежень перебування. Державні службовці самоврядування, пенсіонери, військові та їхні родини отримували 35 % знижки. Лікарі були звільнені від оплати.
В Яремчі прагнули забезпечити гостям належні умови. Електростанція тут функціонувала з 1926 року і належала С. Штруму. Електрівня містилась на тодішній вулиці Пілсудського, на відстані 200 м від залізничного вокзалу. Перед Другою світовою війною роботою закладу керував механік В. Волянюк. Тариф був фантастичним навіть для тих часів — 3,8 злотих за кВт/год.
У Дорі з 1875 року була двокласна школа з українською мовою навчання. Шематизм подає число дітей греко-католиків, що відвідували школу — 151. Школа в Яремчі однокласова, мова викладання польська, дітей греко-католиків — 31, римо-католиків — 10, єврейських дітей — 7. Діти с. Ямна навчались в однокласовій школі з польською мовою викладання. 1932 року в Польщі здійснено реформу освіти, внаслідок якої у Дорі й Яремчі було створено школи другого ступеня, в Ямній — початкову школу.
В міжвоєнному періоді в Дорі, Яремчі, Ямній діяли читальні «Просвіти».
У селі Дора функціонував кооператив «Гаразд» з трьома крамницями і кушнірсько-кравецькою майстернею. Тут також організовано ощадну касу «Райфайзенка». Цікаво, що її вів на громадських засадах колишній державний секретар шляхів сполучення ЗУНР інженер залізниць Іван Мирон (1857–1940), який мешкав у Дорі. Активно діяло товариство «Сільський господар», що мало два відділи: пасічництва і шовківництва. В цьому гірському селі було посаджено кілька десятків саджанців шовковиці, а коли вони підросли, завезли гусениць шовкопряда і розподілили між охочих господарів. Та грандіозні плани дорянського відділу «Сільського господаря» перервала війна.
М'який клімат з великою кількістю сонячних днів у році приваблював шанувальників відпочинку в Яремчі та Дорі, найбільше з-поміж української інтелігенції Львова. Так, у Дорі була вілла знаменитого професора Львівської політехніки доктора К. Бартеля. Поблизу збудував свою віллу «Морослава» видатний український оперний співак, «український Карузо» Михайло Голинський (1890–1973), який усіляко сприяв процвітанню Дори. Саме М. Голинський придбав тут гуцульську хату, ґрунтовно перебудував, умеблював і передав як дарунок для славетного художника Олекси Новаківського зі Львова.

### Роки Другої світової війни
У вересні 1939 р. в Яремче вступили частини Червоної армії. Була заборонена діяльність українських політичних партій, громадсько-культурних організацій, заарештовано їхніх керівників. У січні 1940 р. Яремче стало районним центром. 30 червня 1941 р. місто окупували угорські війська. За час Другої світової війни багато пансіонатів були пошкоджені, деякі вілли зруйновані. Значну кількість мешканців Яремча та його околиць було вивезено на примусові роботи до Німеччини. Від голоду в 1942 році померло понад п'ятдесят людей. Влітку 1943 року в околицях Яремча діяли партизани Сумського з'єднання С. А. Ковпака, які вели бої з нацистами. 26 липня 1944 року Яремче окупували війська Червоної армії. У боях за Яремчанщину загинуло 565 солдатів та офіцерів Червоної Армії, їх поховали в центрі міста у братській могилі разом з 93 партизанами-ковпаківцями.
Багато вихідців Яремчанщини ще на початку 40-х років XX ст. влилось у лави Української Повстанської Армії. Нерідко в формуваннях УПА брали участь цілі родини. На території тодішнього Яремчанського району рейдували сотні «Довбуша», «Скуби», «Білого».

### Повоєнний період

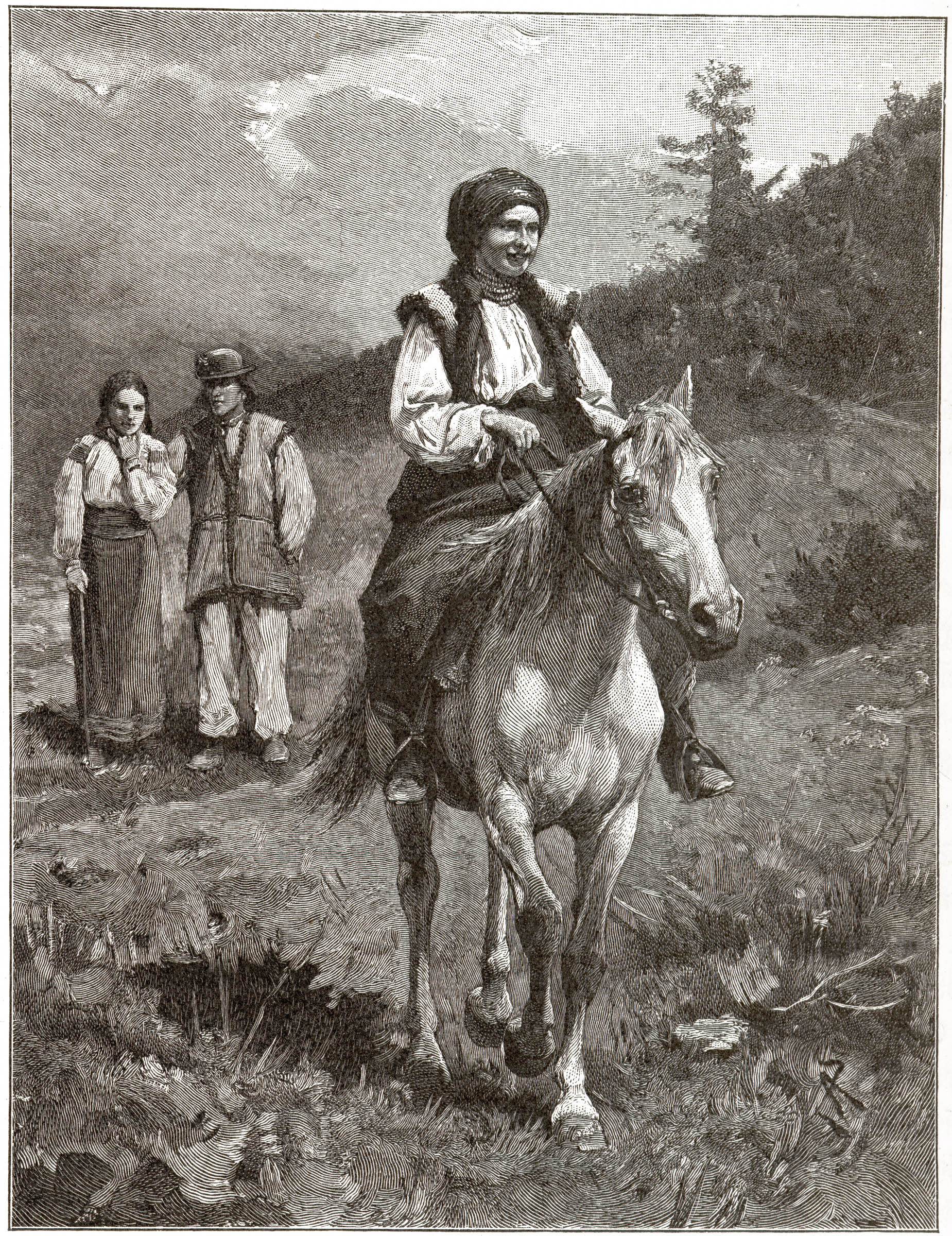
Гуцулка

28 грудня 1952 в урочищі «Скала» в с. Дора застрелились, щоб не потрапити живими до рук ворога, троє оунівців: Орфенюк Василь — «Чорноморець», уродженець Дори, та повстанці із сусіднього села Заріччя: Дудзяний Микола — «Гора», Струк Юрій — «Чорновус».
У 1963 в Яремчі створено Музей партизанської слави.
12 грудня 1967 на могилі С. В. Руднєва і 72 партизанів-ковпаківців була встановлена скульптурна композиція — постать партизана, який закриває собою прохід в гори (скульптор Василь Бородай, архітектори А. Ігнащенко і С. Тутученко). За цю роботу авторів було удостоєно золотої медалі ім. М. Б. Грекова.
У 1968 для Музею партизанської слави споруджено новий будинок за проектом В. Стасової.
Після війни в Яремчі розпочався період відбудови. Населений пункт отримав статус міста обласного підпорядкування. Сюди цілорічно приїжджають багато туристів, їх приваблює не тільки чудова природа, цілюще гірське повітря і можливість займатися зимовими видами спорту. Гуцули — це одна з найяскравіших складових українського етносу, яка зберегла свою самобутність досі. Неповторна природа, пам'ятки історії та культури, своєрідні риси в культурі і побуті гуцулів завжди приваблюють у Карпати туристів. Ці гори однаково красиві, як улітку, так і взимку. «Гори самовартністні і досконалі» — сказав сучасний Івано-Франківський письменник Тарас Прохасько.

### Незалежна Україна
20 вересня 1991 року знесено пам'ятник Леніну. У 1996 р. на братській могилі воїнів УПА був встановлений пам'ятник «Борцям за волю України» за проектом львівського скульптора Петра Штаєра, архітектор — Ігор Петришин.
Сьогодні Яремче — відомий низькогірний кліматичний та гірськолижний курорт, центр туризму і відпочинку на Прикарпатті. Місто оточено горами, які на півночі і півдні переходить у мальовничі пагорби, вкриті густими хвойними і листяними лісами. Тут розташовані численні санаторії, у тому числі для хворих на туберкульоз легенів, будинки відпочинку, туристичні бази та готелі.

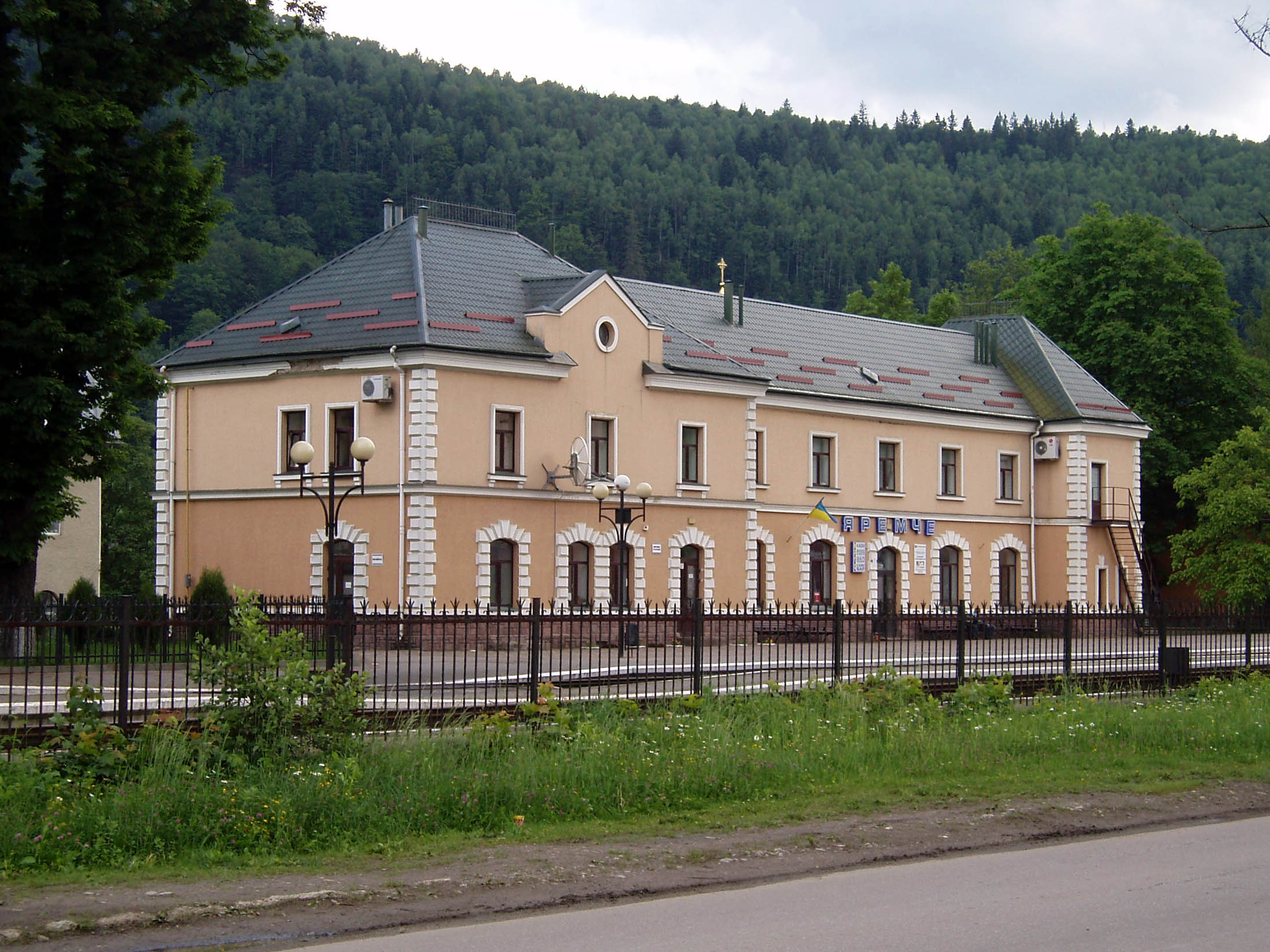
Залізнична станція
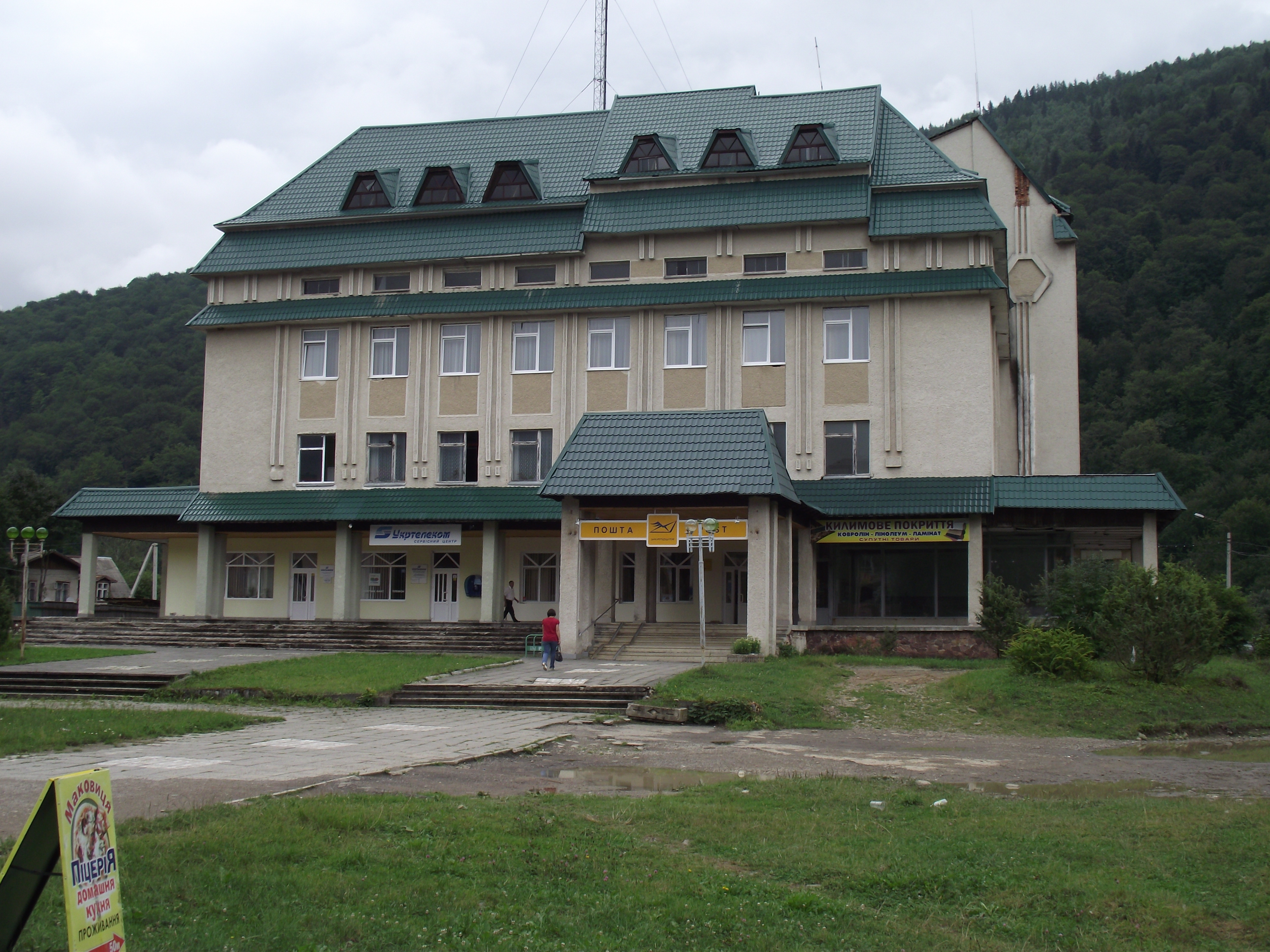
Пошта
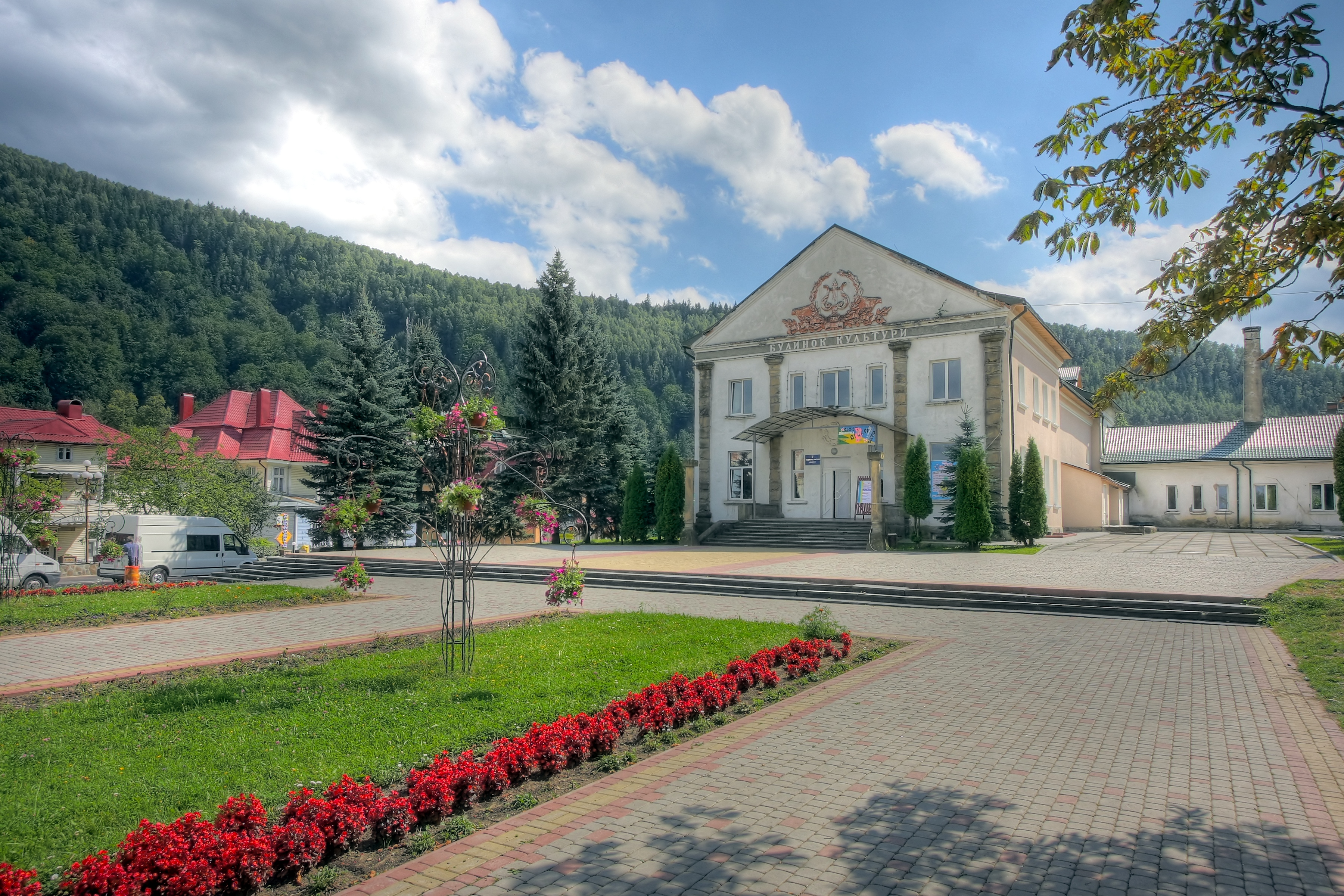
Будинок культури
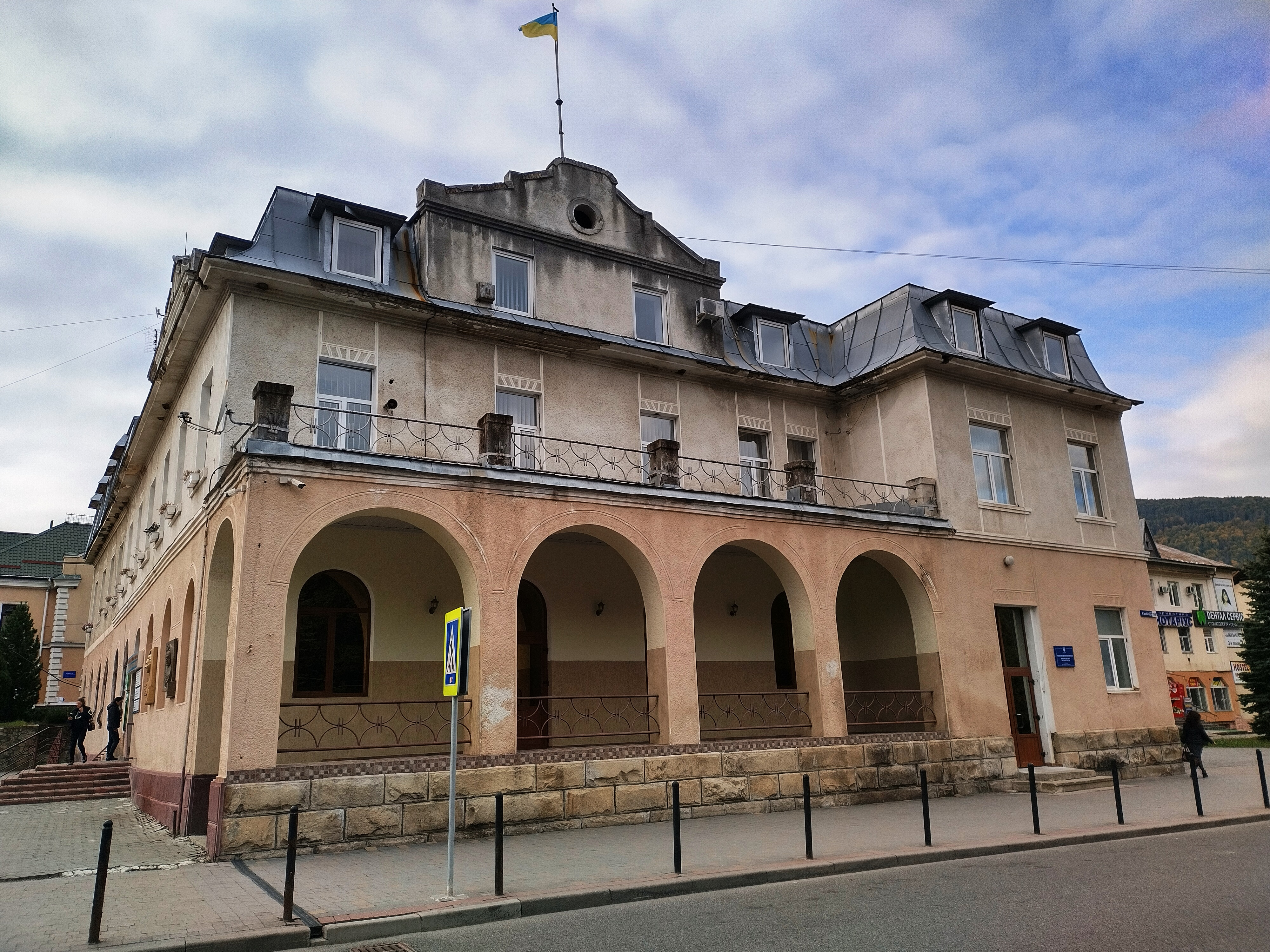
Будівля виконавчого комітету Яремчанської міської ради
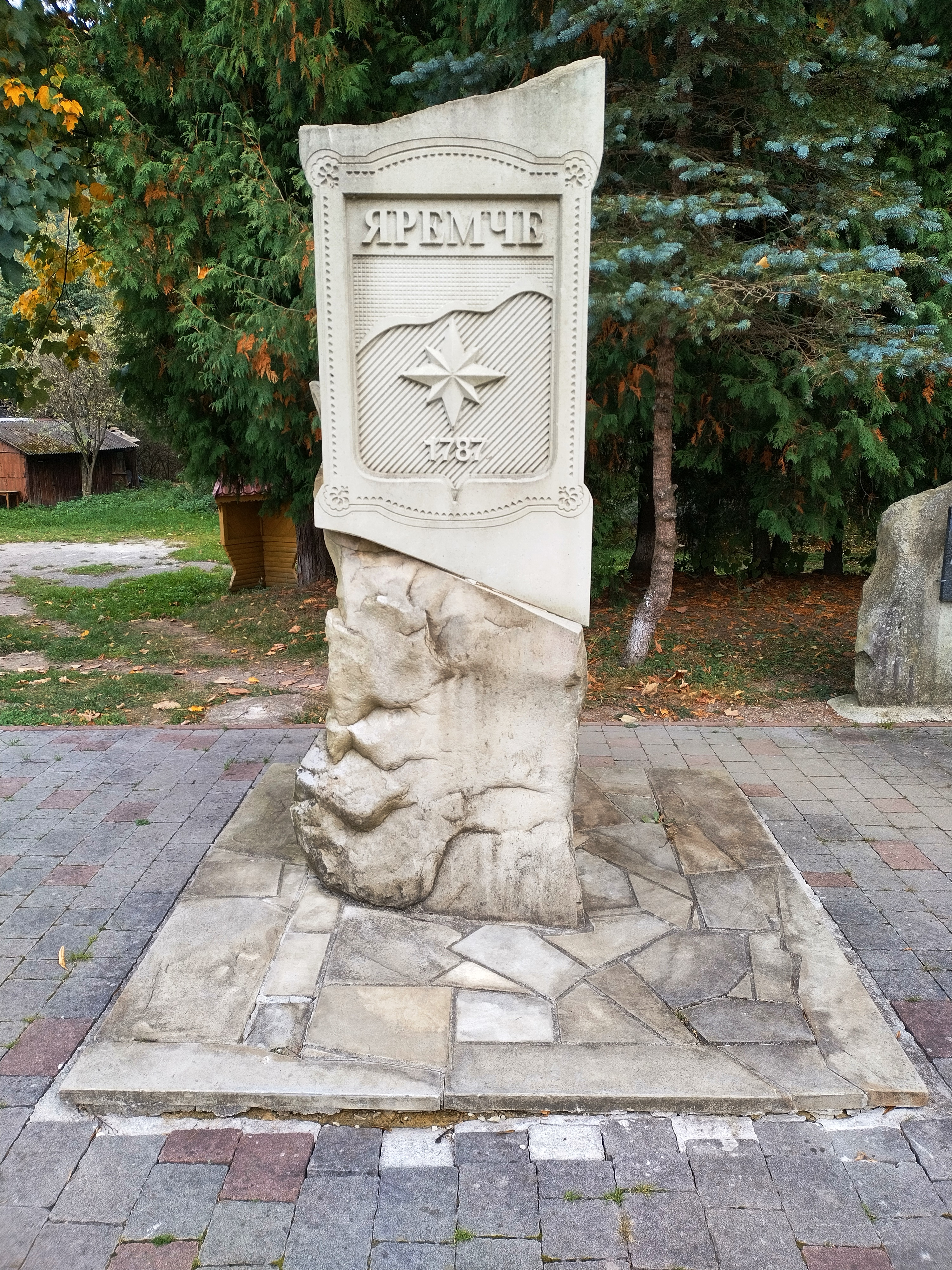
Стела "Яремче 1787"
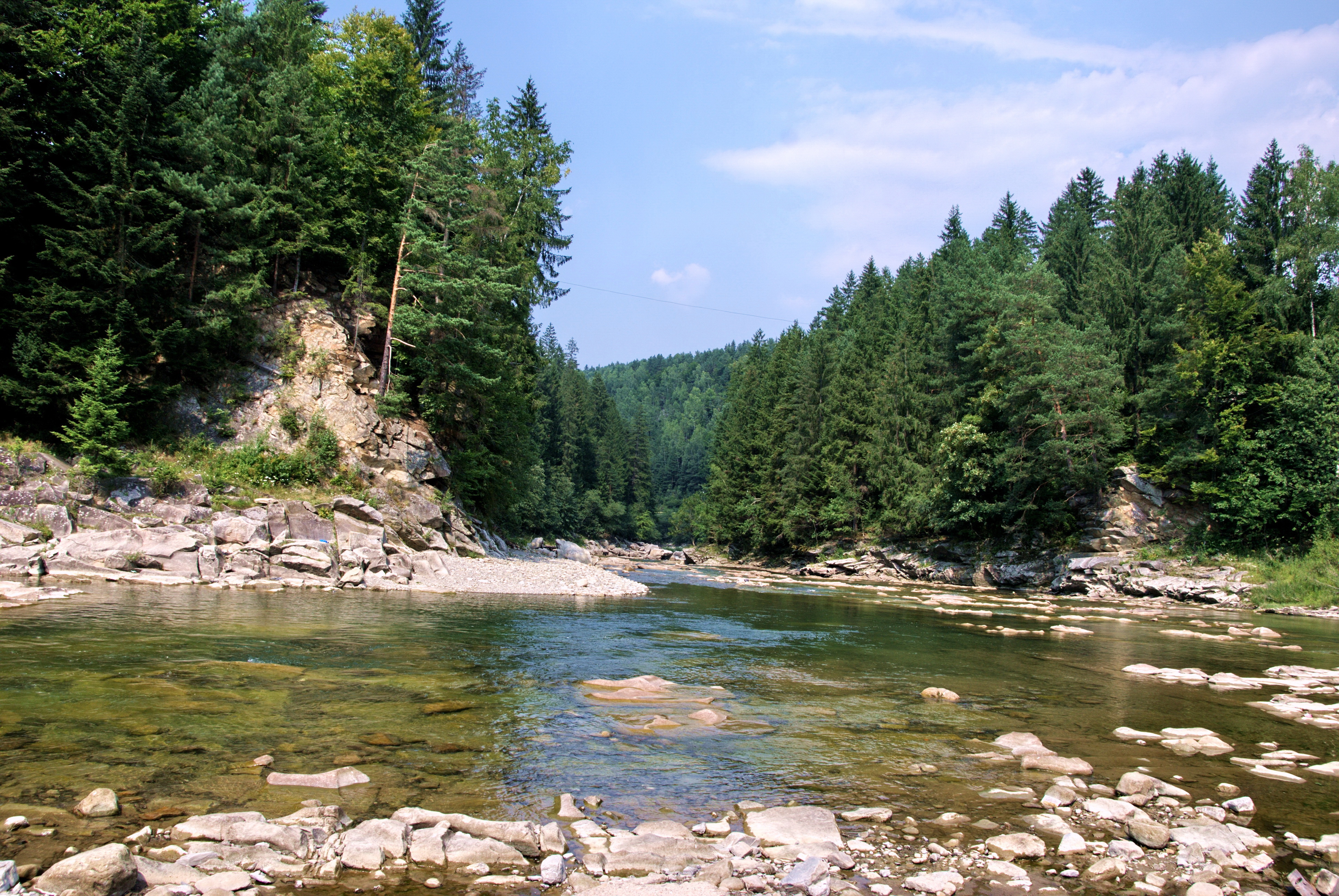
Літо в Яремче
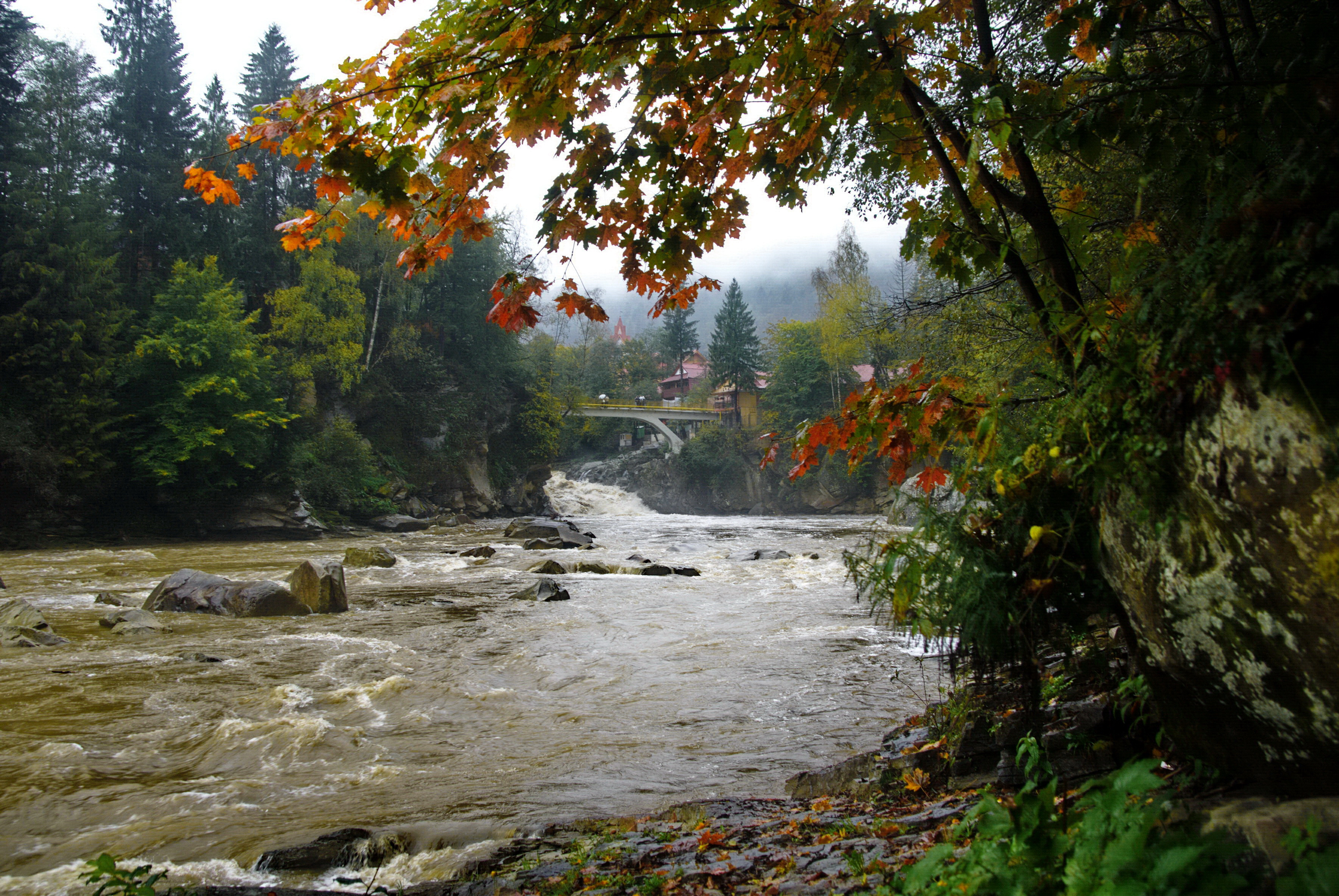
Жовтневі фарби Яремче

## Населення
Станом на 2020 рік населення міста становить — 8044 особи.

### Національний склад
Розподіл населення за національністю за даними перепису 2001 року:
| Національність | Відсоток |
| -------------- | -------- |
| українці       | 98,87 %  |
| росіяни        | 0.79 %   |
| поляки         | 0.05 %   |
| білоруси       | 0.07 %   |
| молдовани      | 0.06 %   |

### Мова
Розподіл населення за рідною мовою за даними перепису 2001 року:
| Мова       | Відсоток |
| ---------- | -------- |
| українська | 98,99 %  |
| російська  | 0.78 %   |
| білоруська | 0.04 %   |

## Економіка
У місті Яремче природною основою економіки є і залишається туристично-рекреаційна галузь, що і зумовлює майже повну відсутність великих промислових підприємств.
На сьогодні на території Яремчанської міської ради залучено у виробництві чотири промислові підприємства, зокрема: ТзОВ «Ворохтянська лісова компанія», ТОВ «Татарівський лісозавод», СП ТзОВ «Вест-Вуд», ПВКФ «Керманич і К». Для прикладу: за 2002 рік підприємствами промисловості вироблено товарної продукції на суму 2988.8 тис. грн. у порівняних цінах, що на 118,7 % більше проти відповідного періоду 2001 року.
17 листопада 2023 року в Яремчі відкрили «McDonald’s» на вулиці Свободи в центрі міста, поруч із будинком побуту і залізничним вокзалом. Як зазначено заклад одноповерховий, площею 463 м2, забудовник – ТОВ «Буковель». Такі інвестиції та відкриття закладу мають суттєво збільшити надходження до бюджету громади.

### Сувенірні ринки
Це — мекка народно-прикладного мистецтва. Тут представлені не окремі його види, а практично всі. З умілих і працьовитих рук місцевих майстрів виходять писанки, різьблені, інкрустовані й випалені дерев'яні вази, шкатулки, тарелі, ложки, діжки, різноманітний керамічний посуд, куманці, кахлі, скульптурки, вишиті й ткані сорочки, рушники, килими й верети, ліжники, вироби з бісеру, металу й шкіри.
Покупці на ринки приходять різні. Є люди, які просто люблять з головою пірнути у це море народно-ужиткового мистецтва, поторгуватися зі справжніми гуцулами, послухати їхню неповторну говірку. І навіть, якщо нічого не купують, то мають незабутні враження і приємні спогади.

## Міжнародна співпраця
Місто співпрацює з програмами європейської співдружності (TACIS), фондами Карпатського Єврорегіону, «Відродження», Еко-Ліс. Налагоджено ділові стосунки з підприємницькими структурами Німеччини, Польщі, країн СНД, Угорщини, Чехії, Ізраїлю в галузях туризму та деревообробної промисловості, Чехії та Польщі — в галузі охорони навколишнього природного середовища.
Місто Яремче входить в Асоціацію міст України та Асоціацією населених пунктів Гуцульщини. Укладено угоди про співпрацю в галузі туризму з меріями міст України та зарубіжжя, а саме:
- Опольським воєводством (м. Намислув, Республіка Польща);
- Малопольським воєводством (м. Альверня, Республіка Польща);
- Земля Тюрингія (м. Ерфурт, Німеччина).

## Релігійне життя

### Церкви
| - Церква Успіння Пресвятої Богородиці (1884 р.); - Церква св. Іоанна Милостивого з дзвіницею (1663 р.); - Церква св. пророка Іллі (1937 р., згоріла внаслідок пожежі 15 березня 2014 р.); - Церкви: свв. апп. Петра і Павла; | - Церква чуда Святого Архистратига Михаїла; - Церква Різдва св. Іоанна Хрестителя; - Римо-католицька каплиця св. Йосипа Більчевського. |

### Монастирі
- чоловічий монастир свв. апп. Петра і Павла; музей А.Шептицького;
- реколекційний дім братів-отців редомтеристів;
- монастир монахів Студійського Уставу;
- жіночий монастир Згромадження сестер милосердя св. Вікентія.

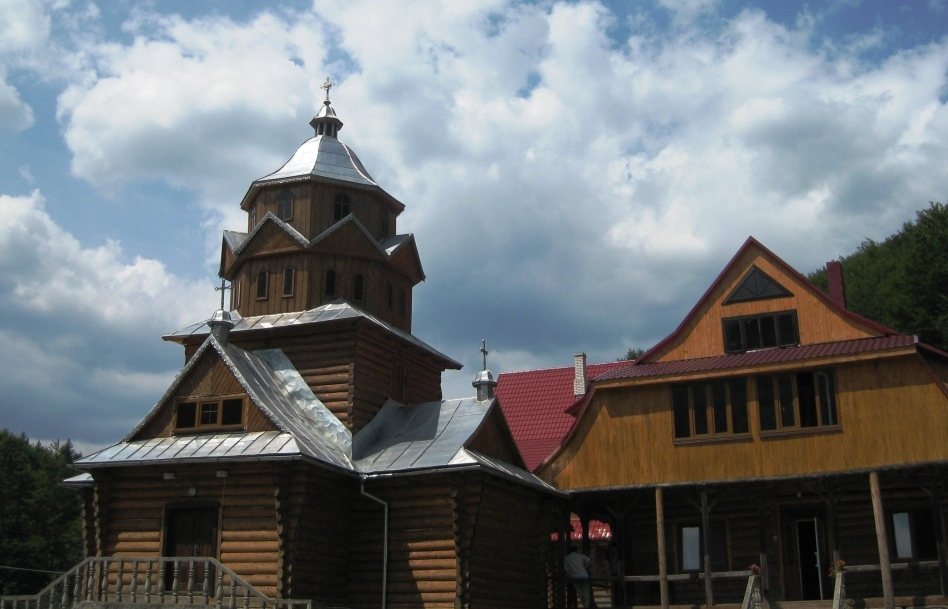
Монастир Святого Андрія в Дорі
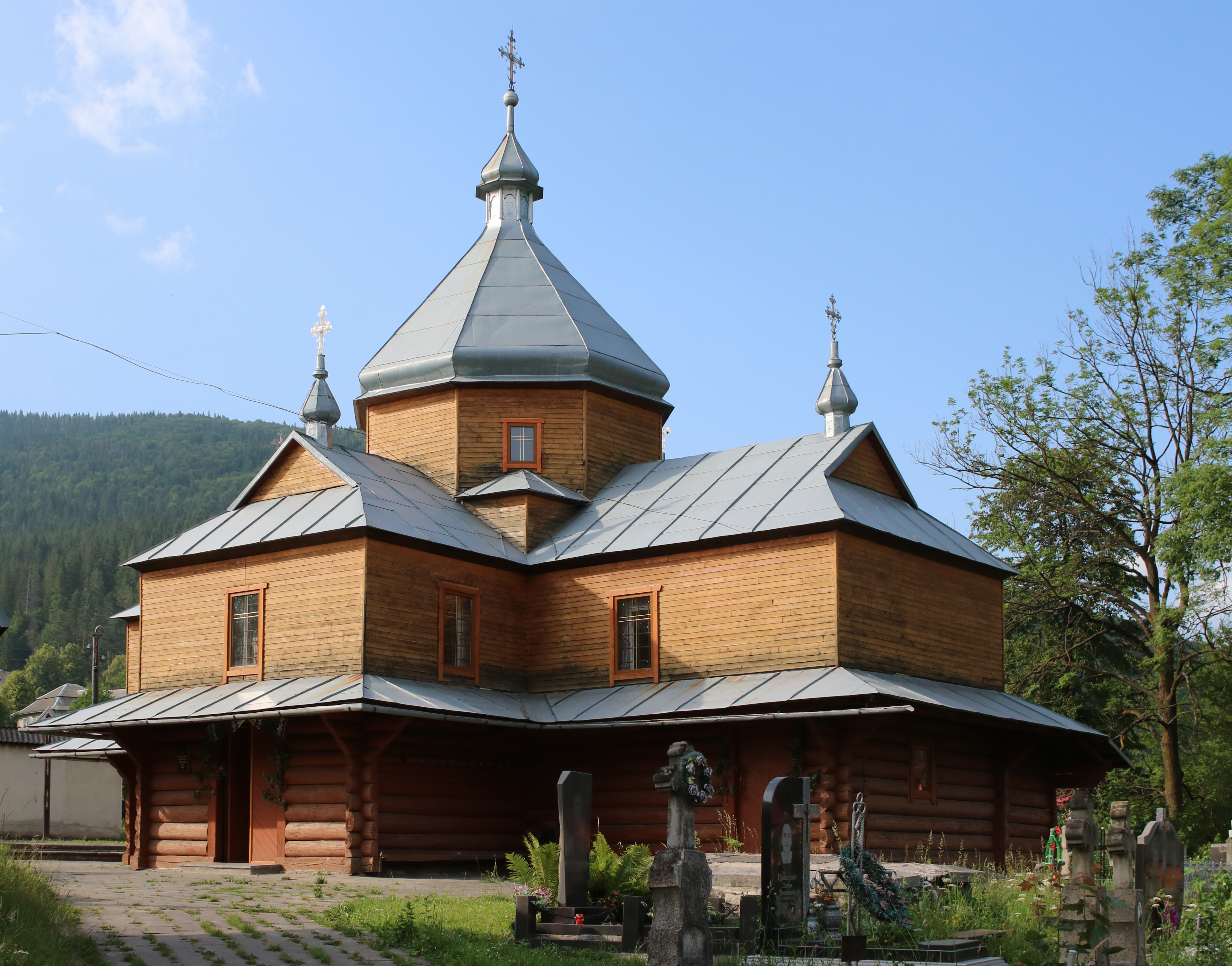
Церква Успіння Пресвятої Богородиці
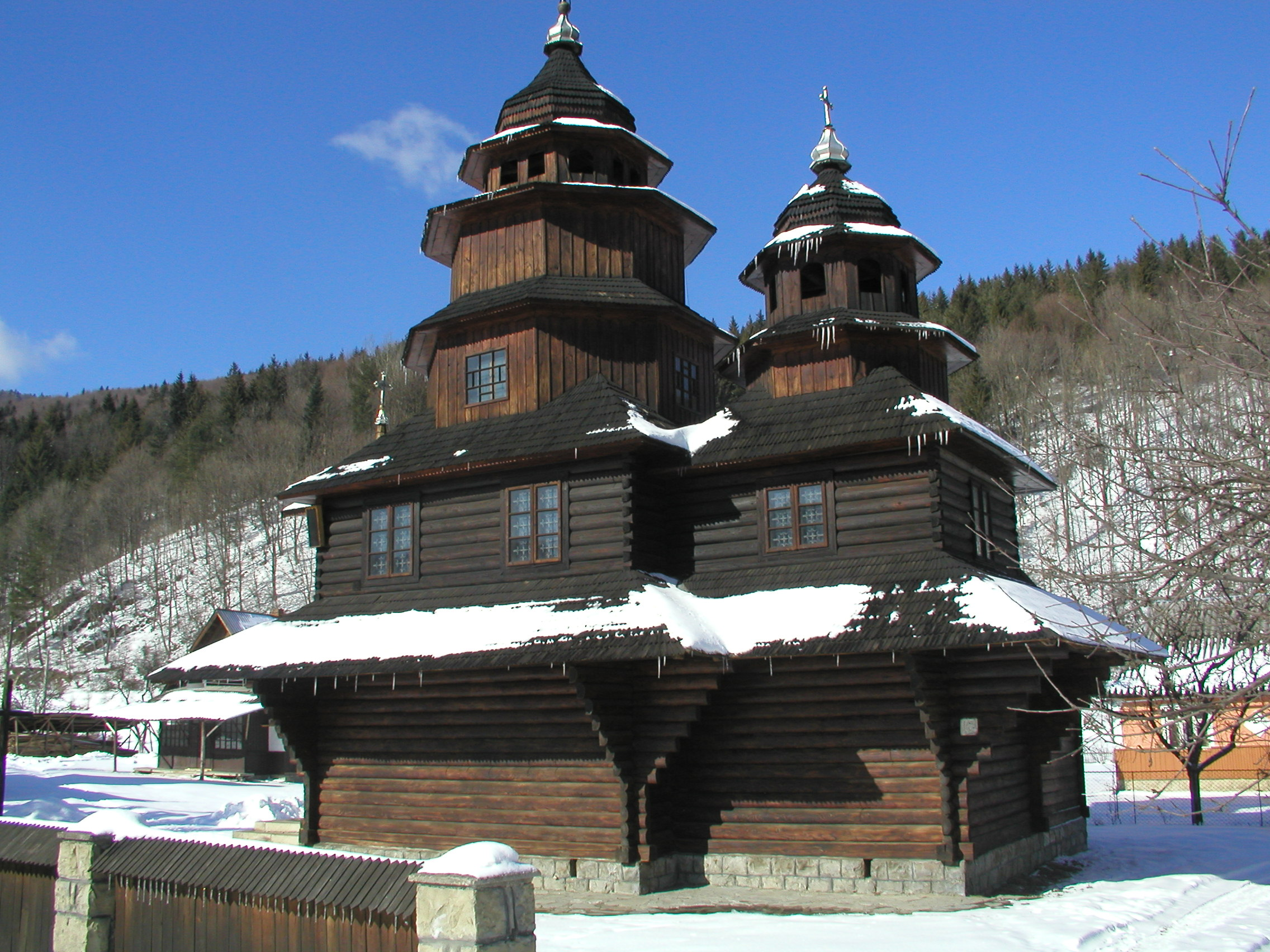
Церква Святого пророка Іллі
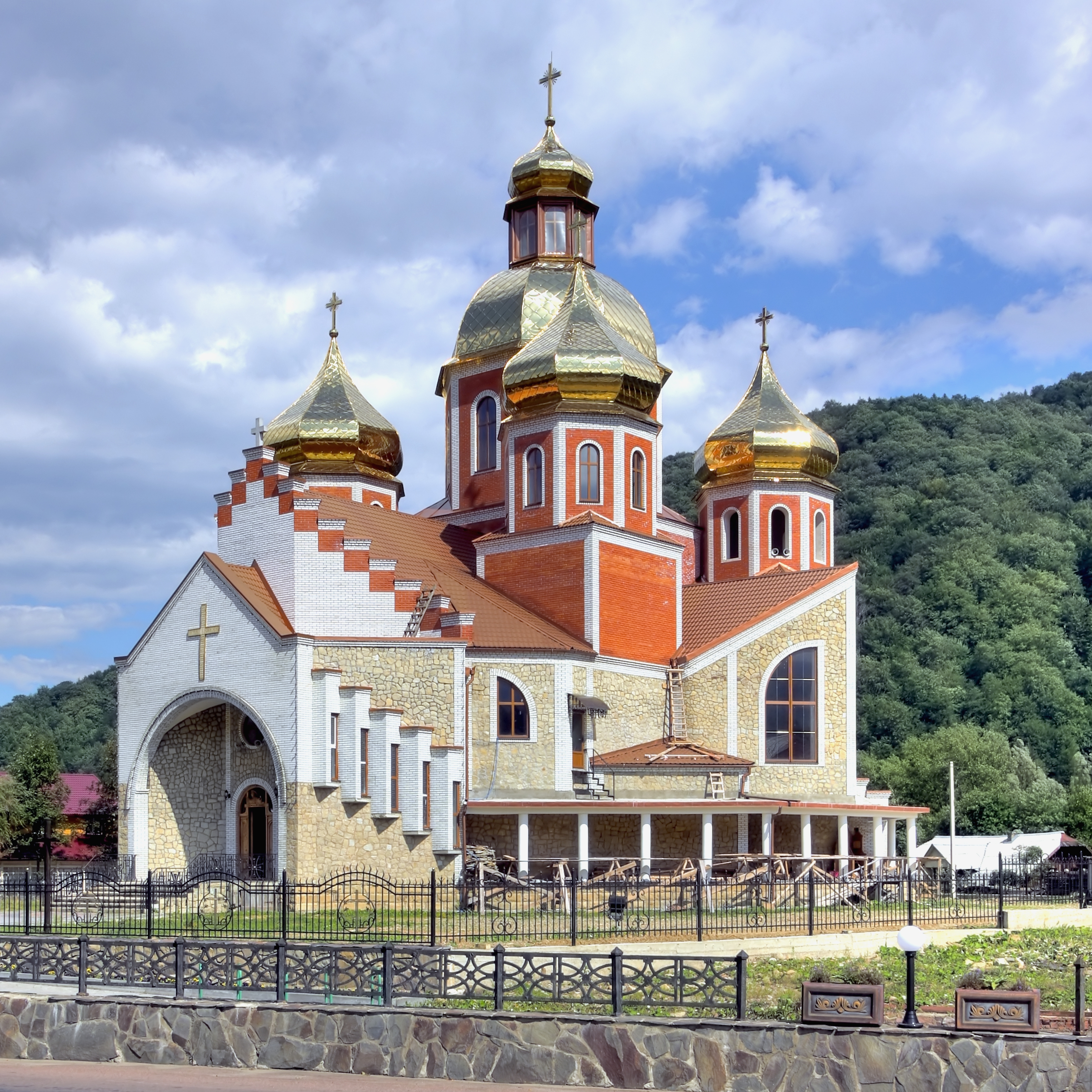
Церква Різдва Святого Івана Хрестителя(УГКЦ)
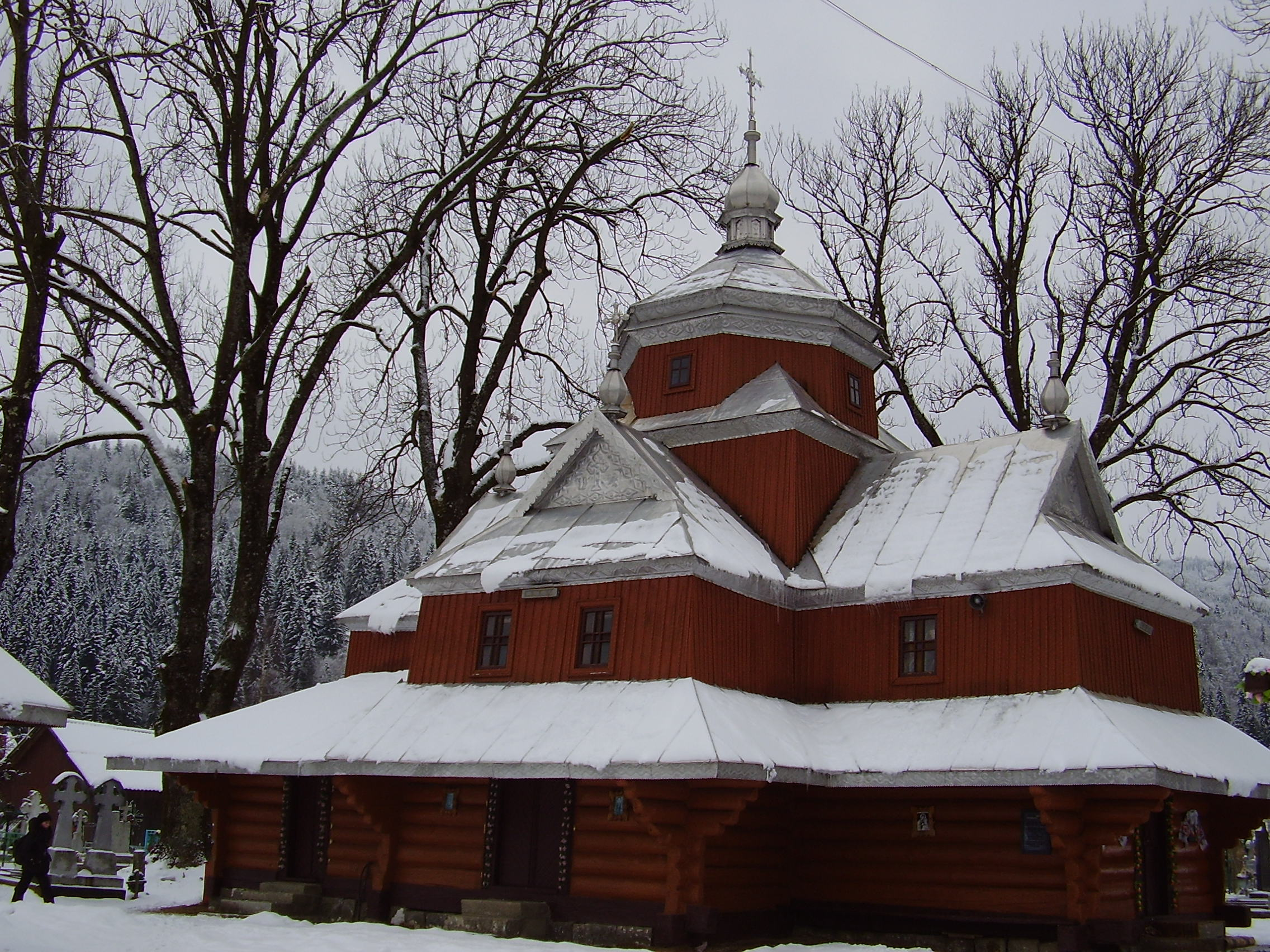
Церква Святого Іоанна Милостивого в Ямні
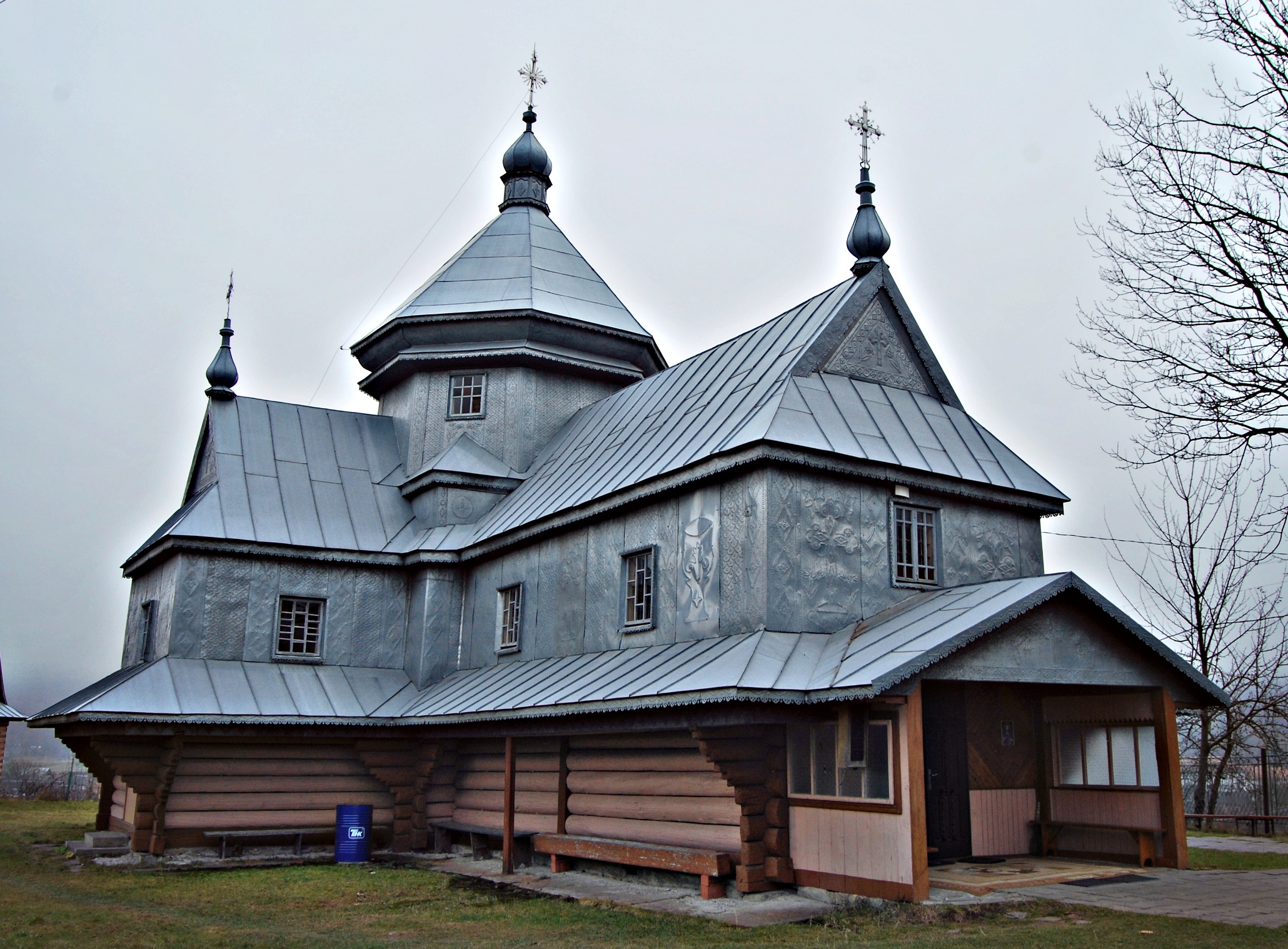
Церква чуда Святого Архистратига Михаїла в Дорі

## Туризм

### Туристичні послуги
У Яремчі можна скористатись такими туристичними послугами:
| - Велотуризм - Тури на квадроциклах - Гірський і піший туризм | - Лижний туризм - Кінний туризм - Екскурсії по Карпатах | - Оренда спорядження - Рафтинг - Купання у чанах |

### Туристичні об'єкти
| - Водоспади: Пробій, Дівочі Сльози, Чоловічі Сльози, Капливець, Багровецький, Багровецький Малий; - Блудний грунь (заповідне урочище); - Скеля на правому березі ріки Прут; - перевал Пересліп; - Білий камінь - камінь Довбуша; - Скелі Довбуша; - музей імені митрополита А. Шептицького; | - музей етнографії та екології Карпатського краю; - турбаза «Гуцульщина»; - пам'ятка архітектури — дерев'яний ресторан «Гуцульщина», зроблений без жодного цвяха; - 2 сувенірні ринки народного мистецтва Гуцульщини; - 2 джерела мінеральних вод; - вольєр з оленями та козулями. - Карпати в мініатюрі |

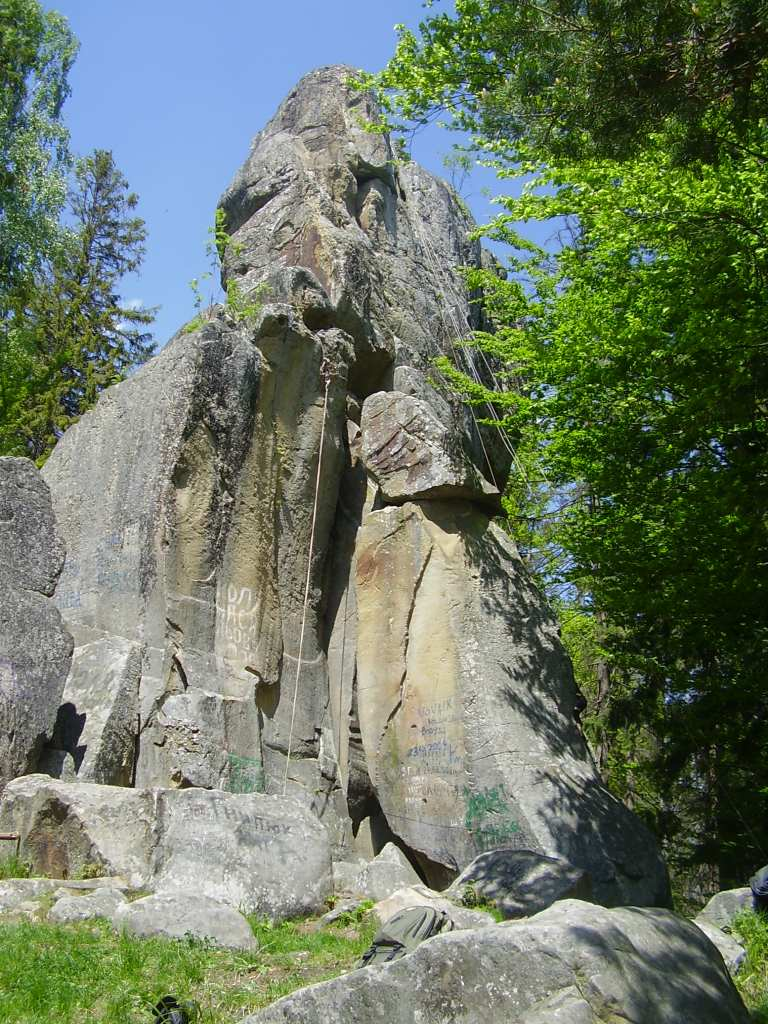
Скеля Білий камінь
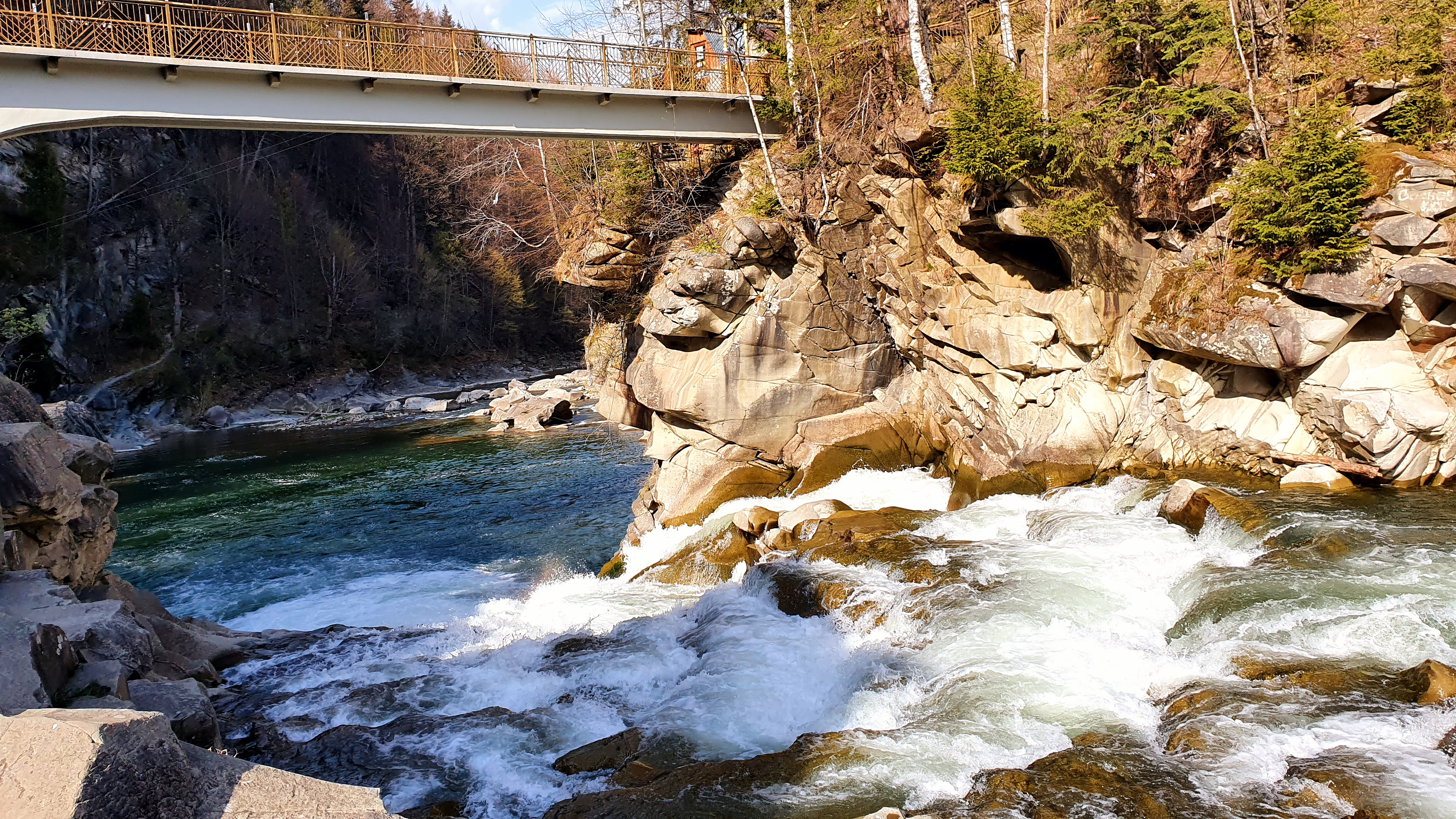
Водоспад «Пробій»
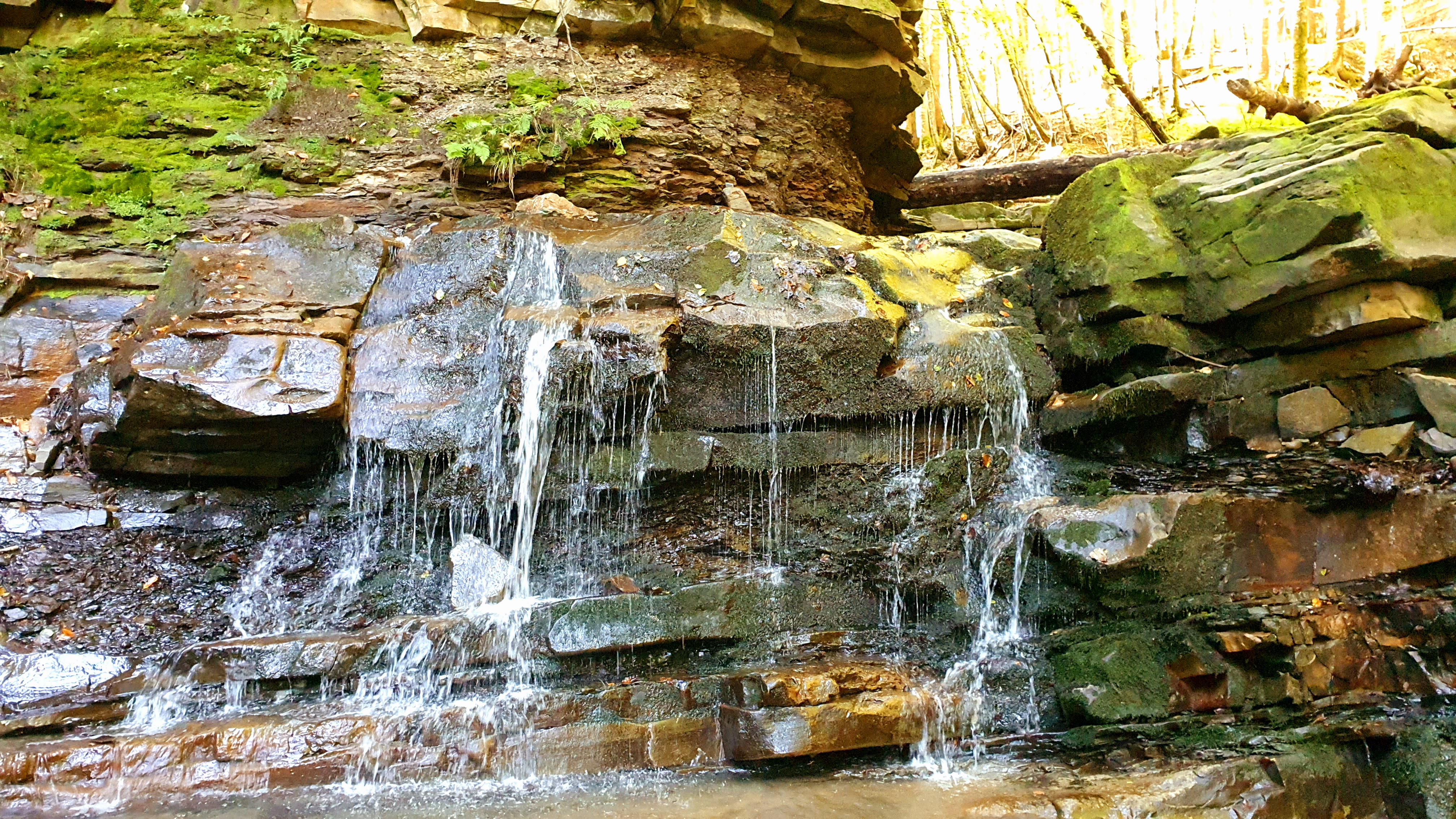
Багровецький водоспад
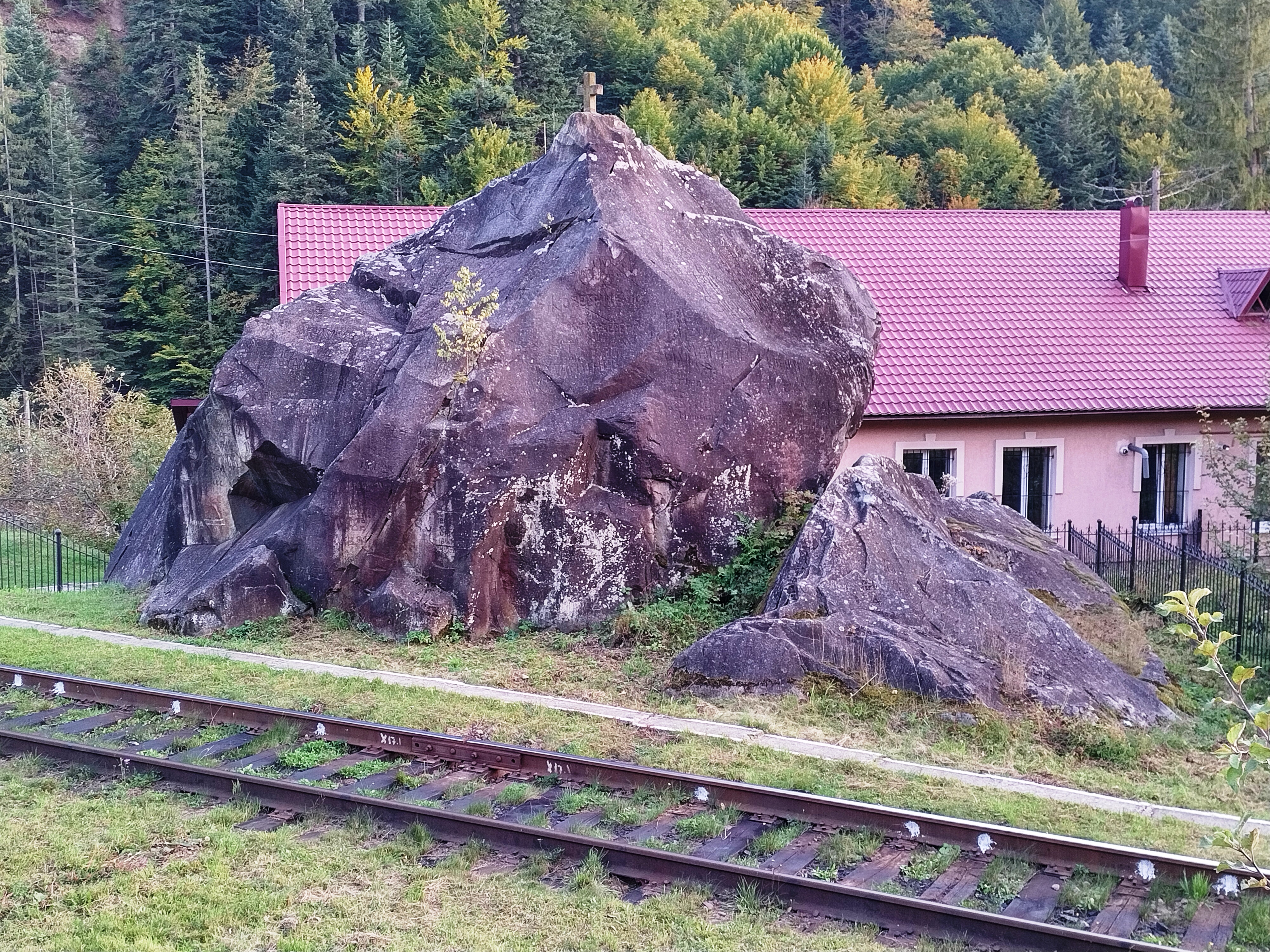
Камінь Довбуша
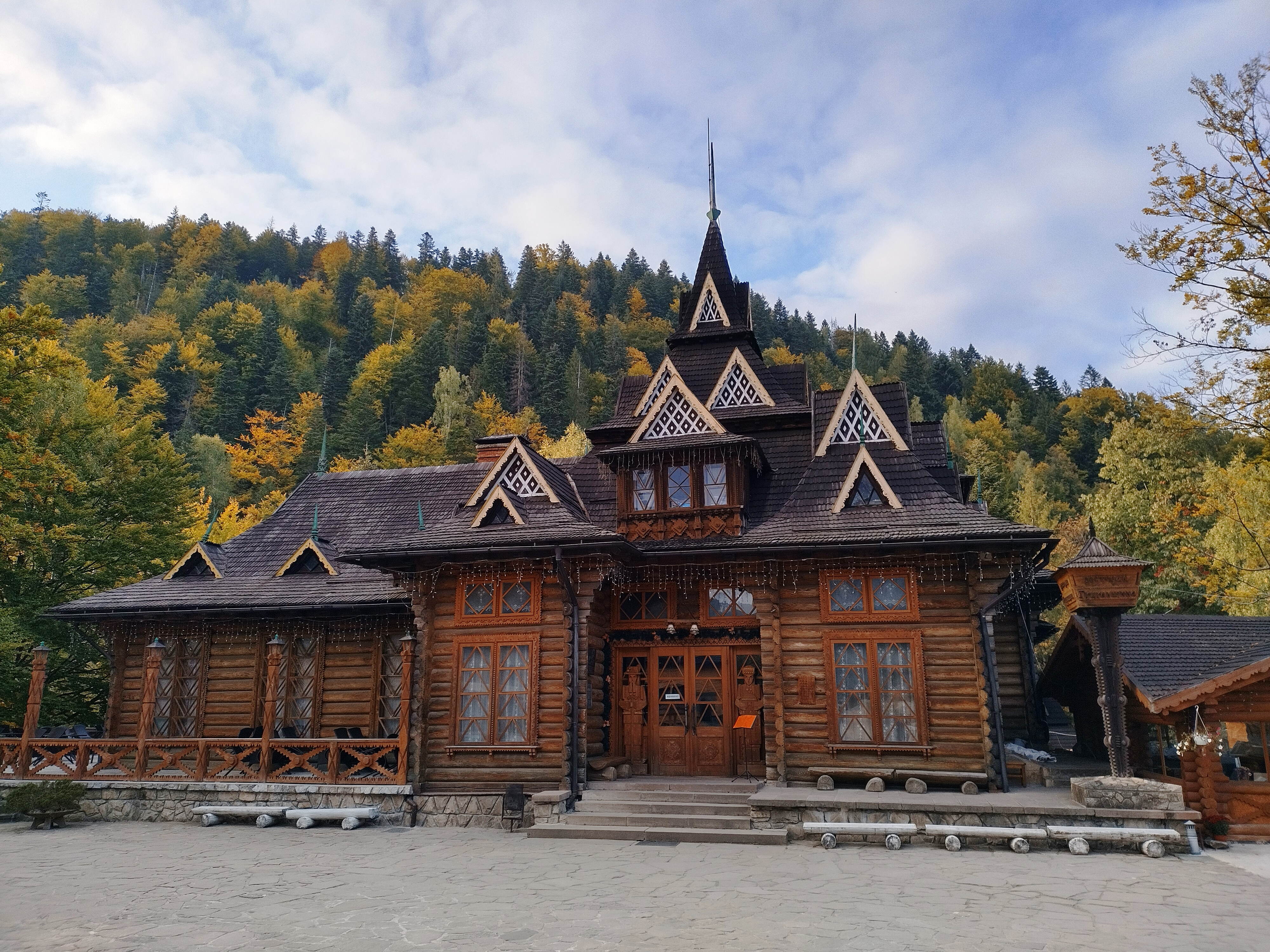
Ресторан "Гуцульщина"

### Туристичні маршрути
- «На Явірницький хребет»;
- «На гору Синячка»;
- «Стежка Довбуша»;
- «На гору Хом'як»;
- «На гору Маковиця».

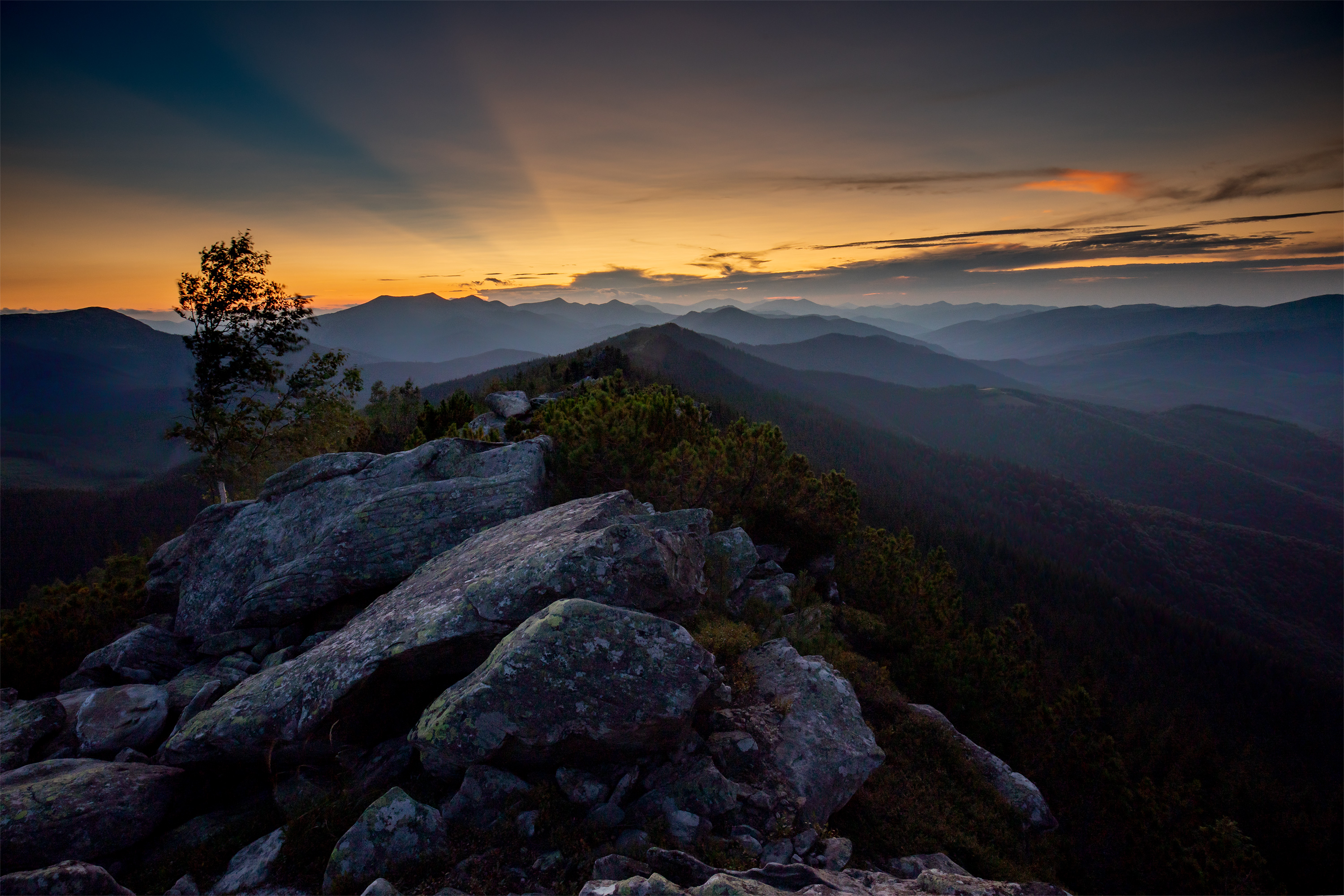
Хребет Явірник
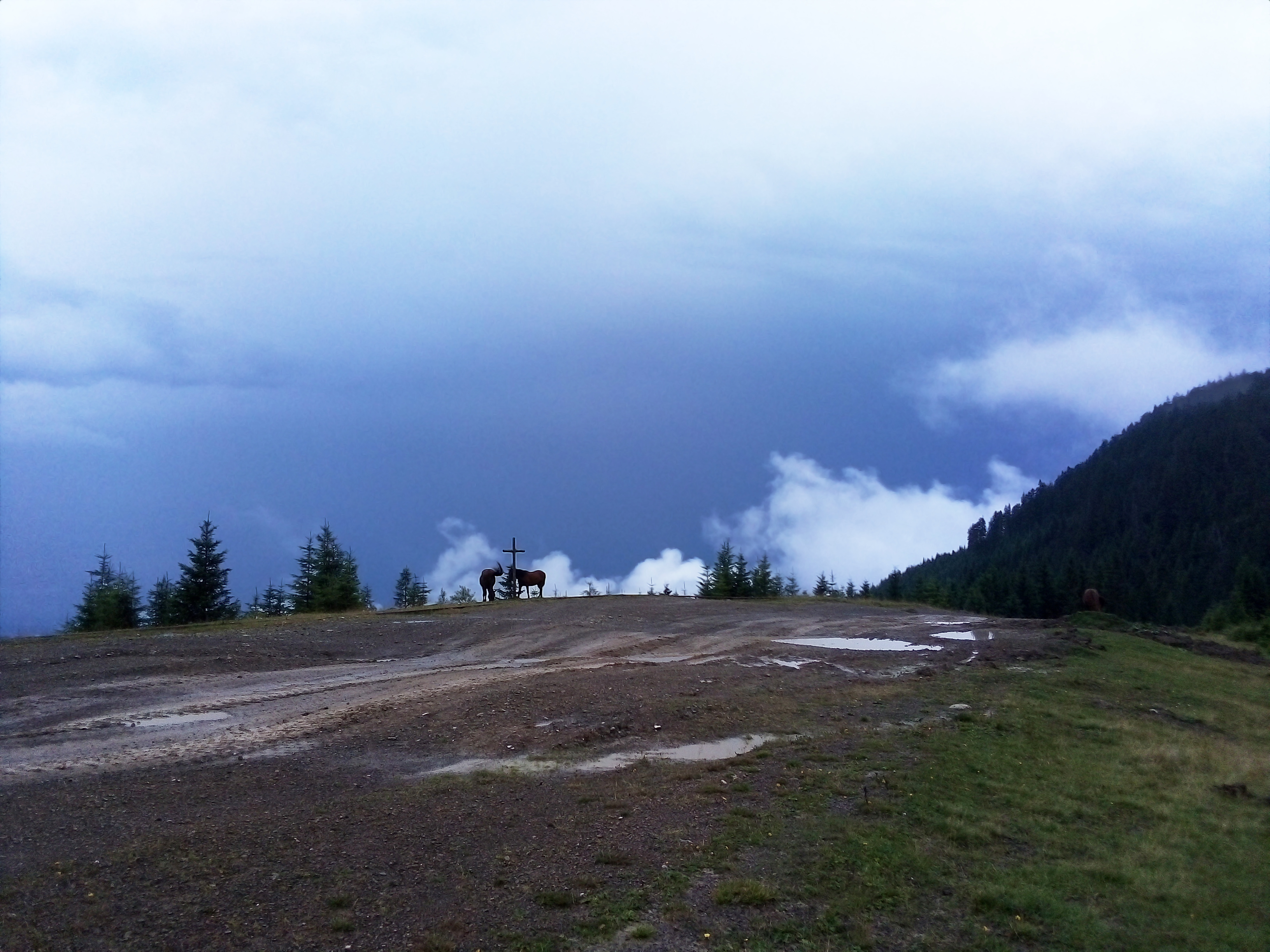
Підніжжя Синячки
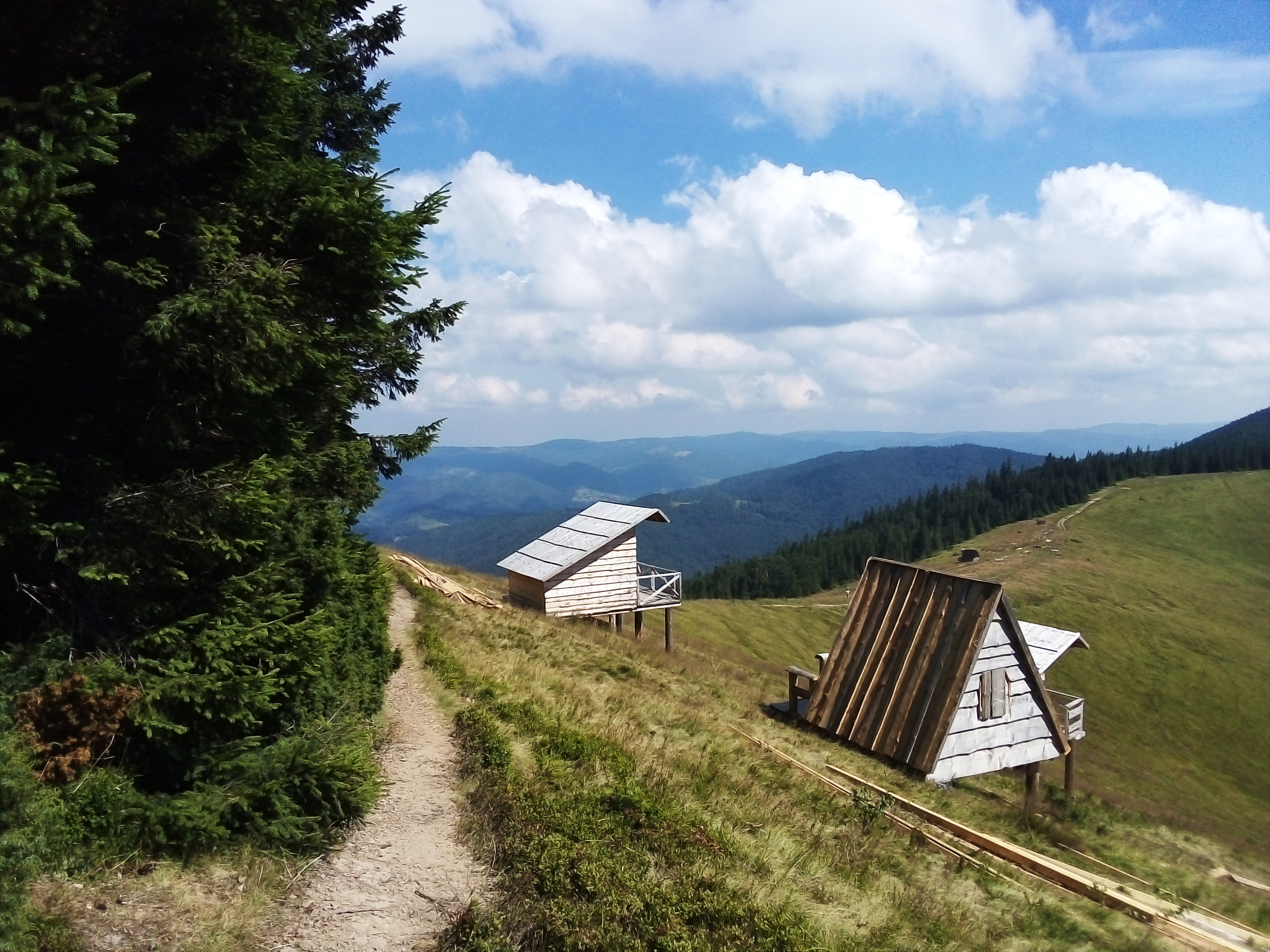
Полонина Явірник
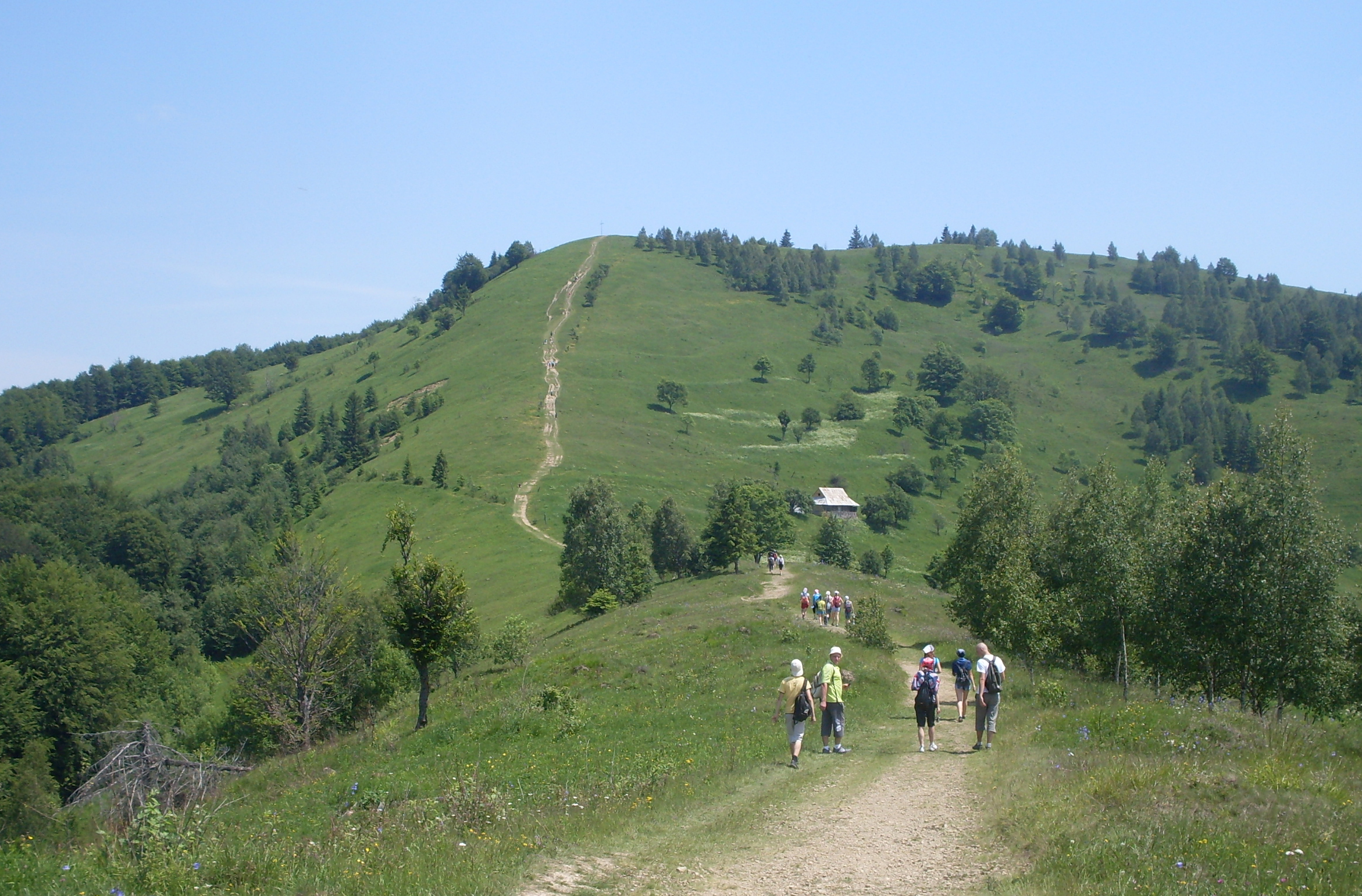
Гора Маковиця
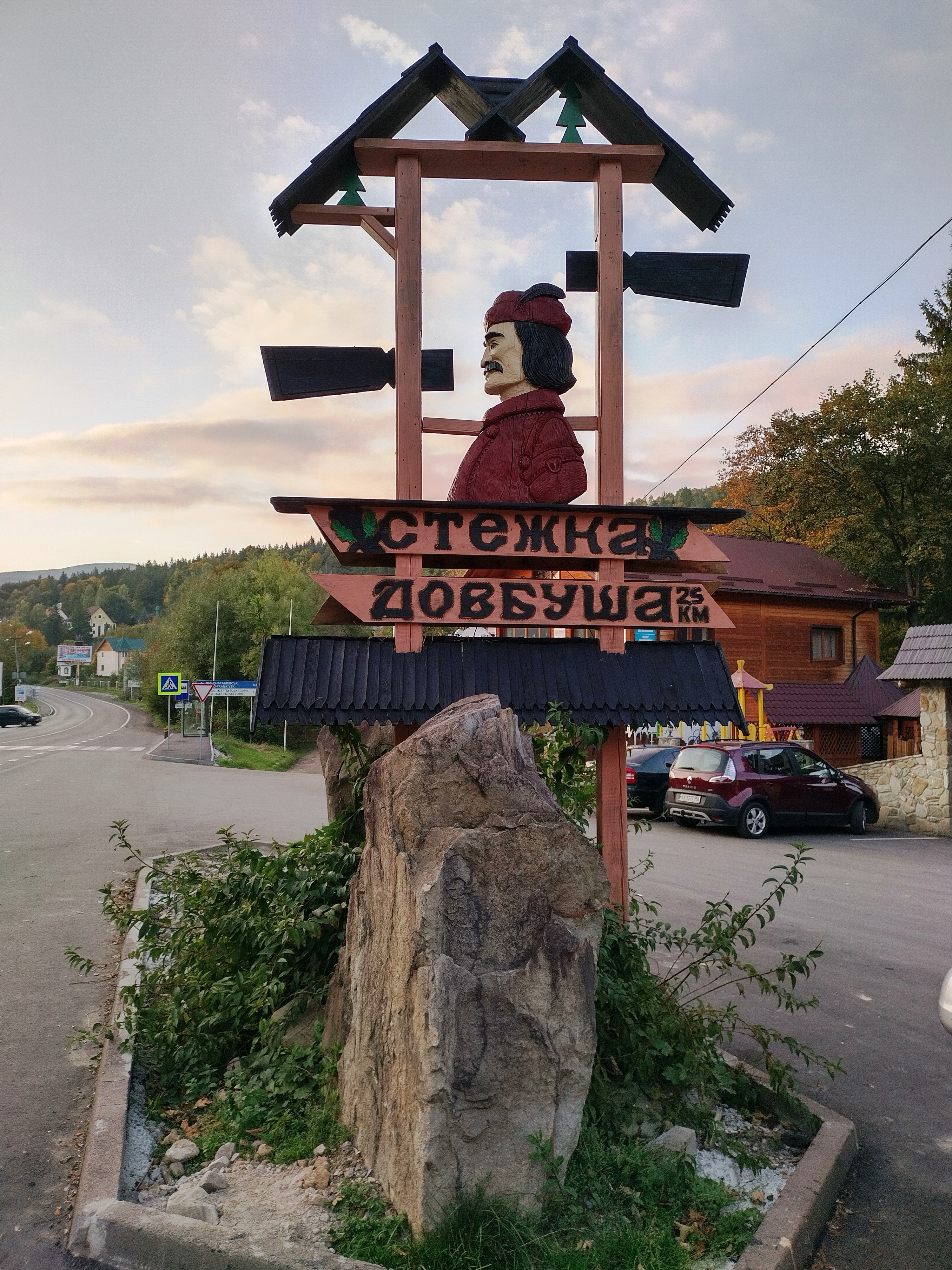
Еколого-пізнавальна "Стежка Довбуша"

## Відомі люди

### Народилися
- Василь Павлюк — український актор та дипломат. Генеральний консул України в Любліні (Польща);
- Роман Лейбюк —  український лижник; Майстер спорту України міжнародного класу, учасник трьох Олімпійських ігор;
- Василь (Семенюк) — Архієпископ і Митрополит Тернопільсько-Зборівський УГКЦ;
- Василь (Івасюк) — правлячий Архієрей Коломийської єпархії УГКЦ;
- Теодор (Мартинюк) — єпископ-помічник Тернопільсько-Зборівський УГКЦ;
- Андрій Бойко —  доктор юридичних наук (2010), професор (2013), член Вищої ради правосуддя (з 04.2015), член Конституційної комісії (з 03.2015);
- Анна Кісіль — українська громадська діячка. Була другим віце-президентом Світового конґресу українців (СКУ);
- Роман Сердюк — український футболіст, воротар франківського «Прикарпаття»;
- Галя Карпа — українська письменниця;
- Андрій Шудравий — старший солдат, стрілець-помічник гранатометника батальйонно-тактичної групи 80-а окремої десантно-штурмової бригади;
- Георгій Гриник (1973) — український лісівник, доктор сільськогосподарських наук, професор НЛТУ України (Львів)[15]

### Поховані
- Йосиф (Гірняк) — титулярний єпископ-помічник Львівської архієпархії підпільної УГКЦ.
- Ільчук Павло Миколайович — загинув під час російсько-української війни.

## Галерея

Пам'ятник "Борцям за волю України", жертвам комуно-фашистського терору 1939-1954 р.р.
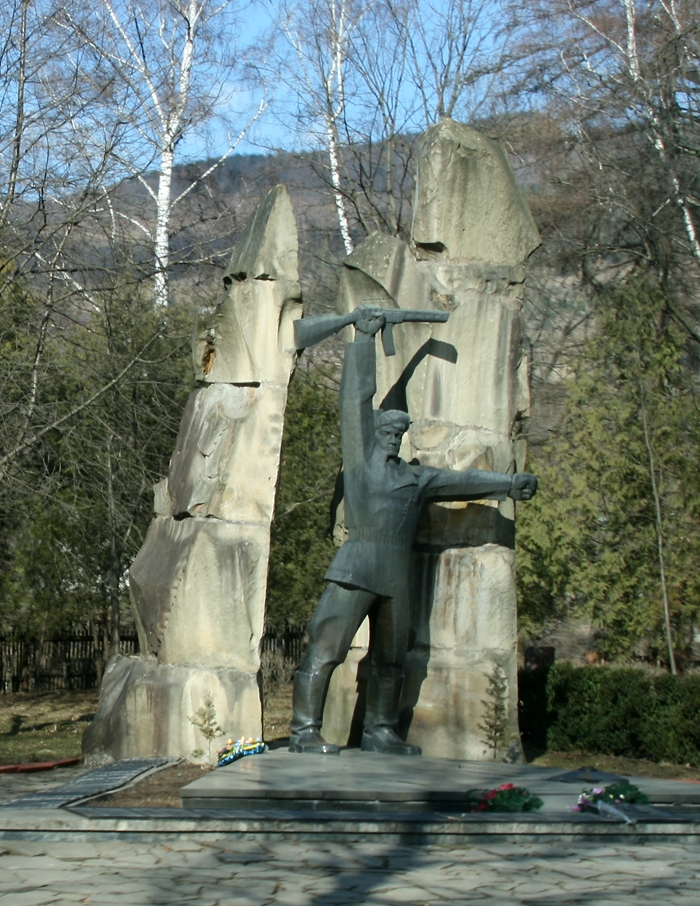
Пам'ятник партизанам-ковпаківцям
Дитяча школа мистецтв
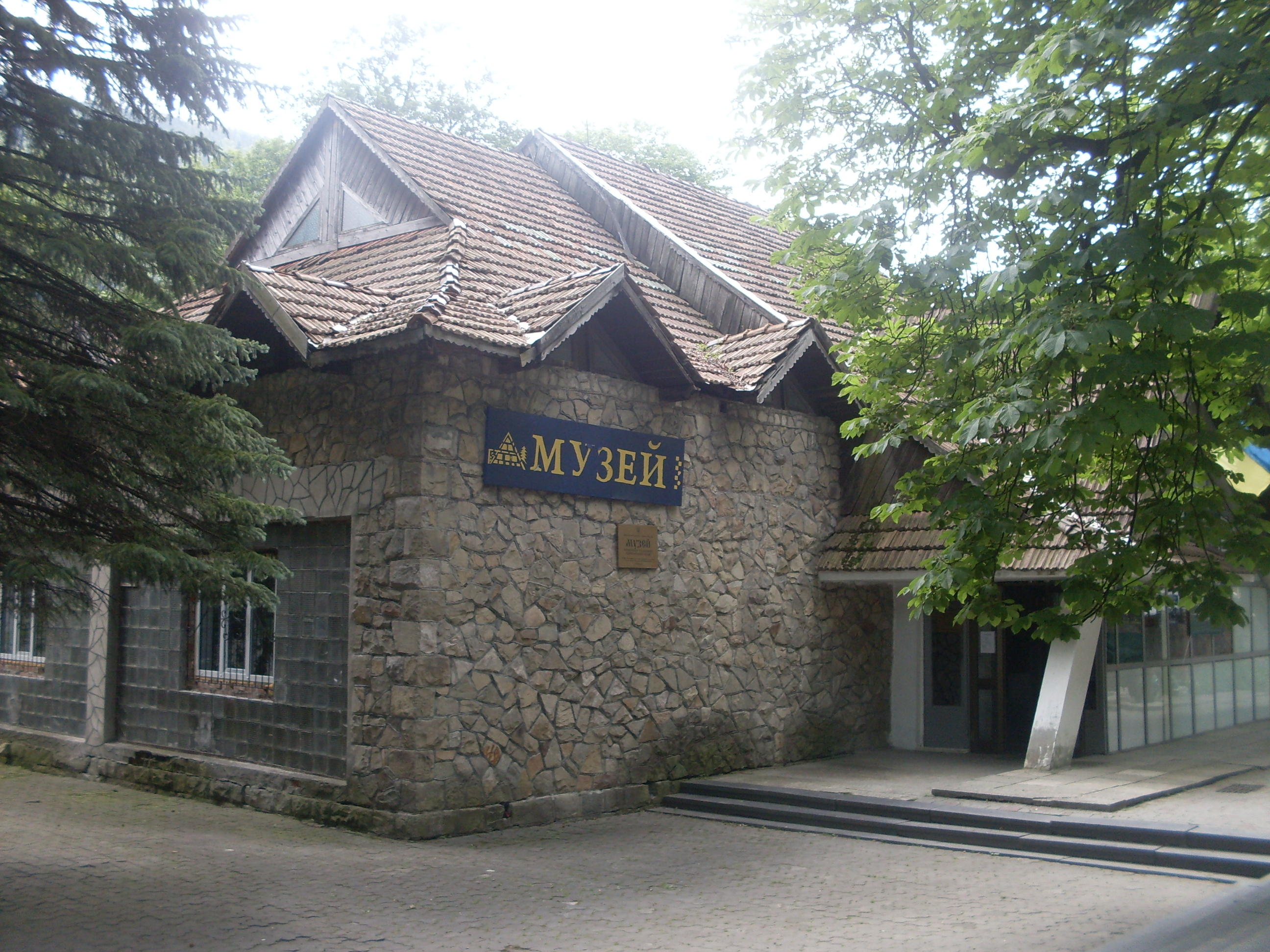
Музей етнографії та екології Карпатського краю
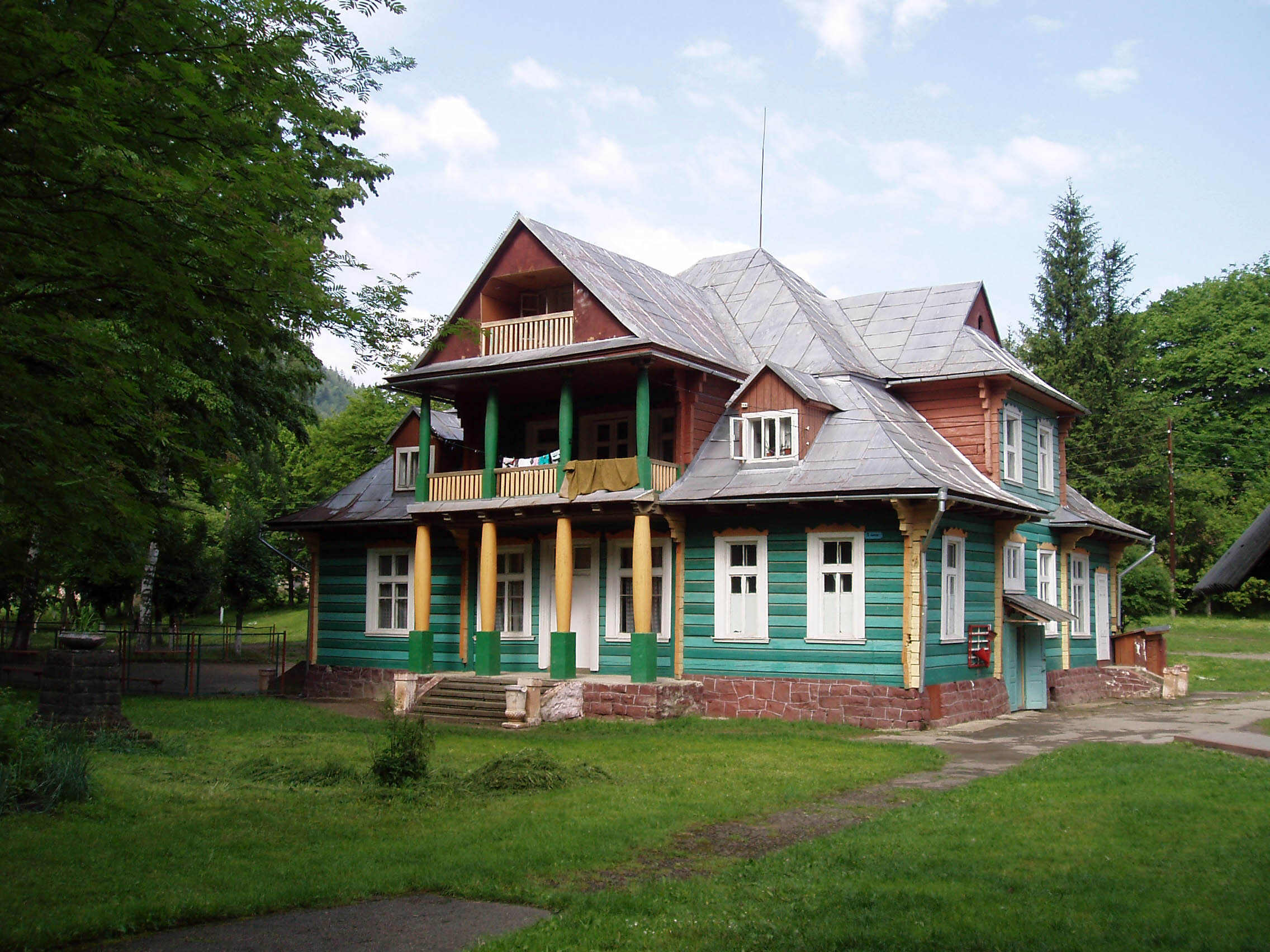
Дерев'яний будинок в Яремчі (2012)
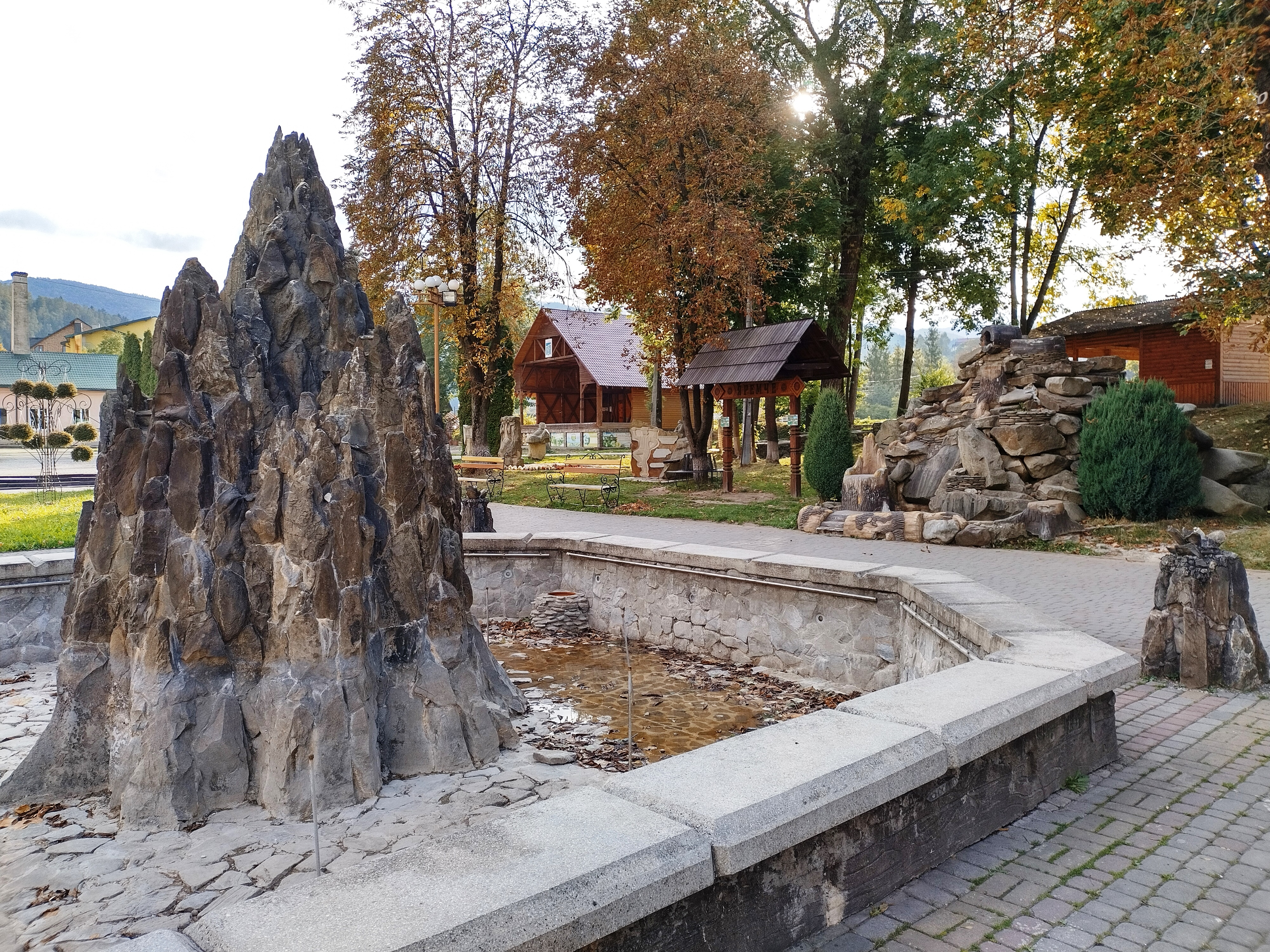
Фонтан в центральному сквері

## Яремче на відео
- Яремче.